# 小川眞由美
小川 眞由美（おがわ まゆみ、1939年〈昭和14年〉12月11日 - ）は、日本の女優。旧芸名および本名は小川 真由美。

## 来歴・人物

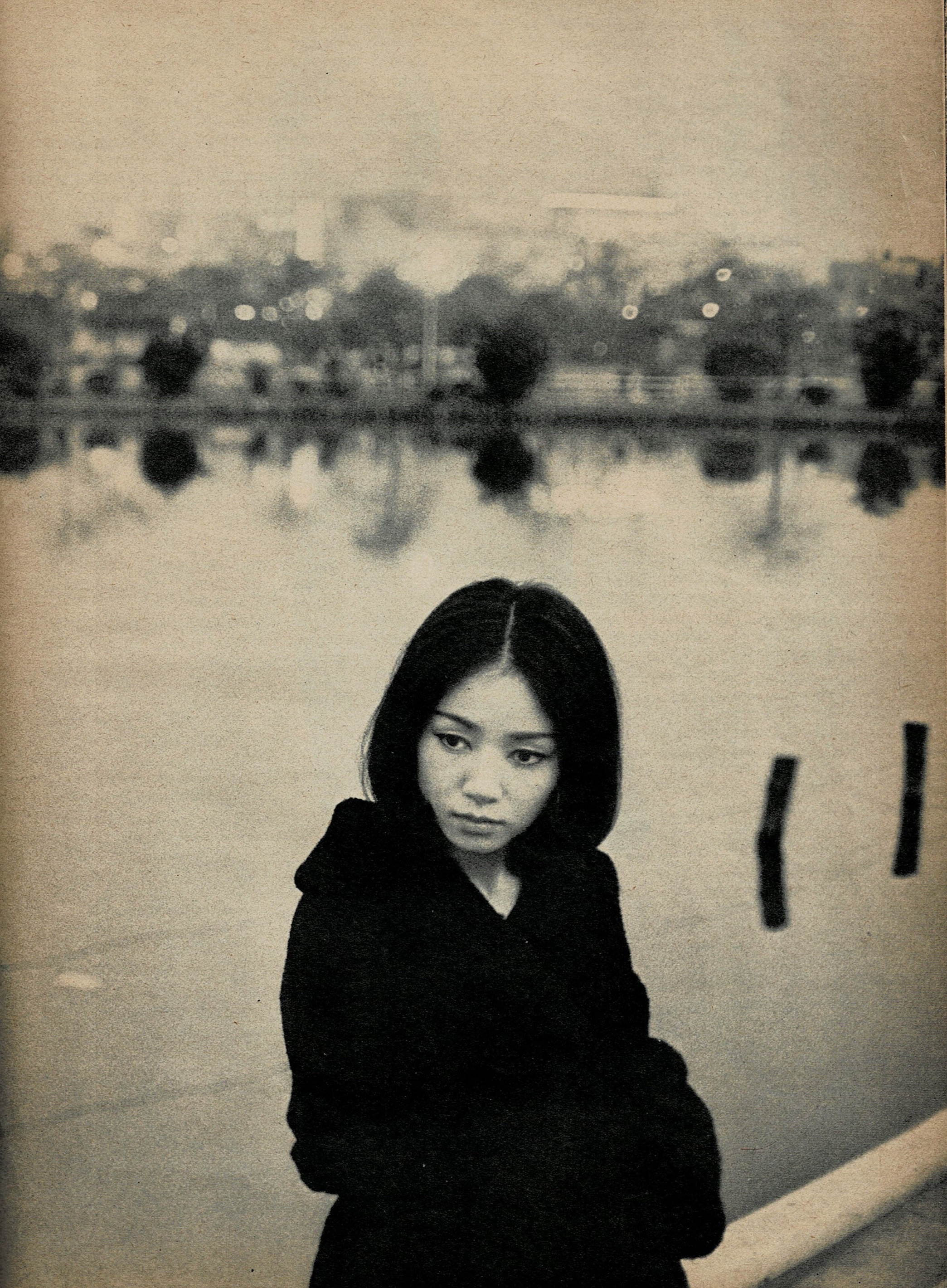
1964年頃、撮影：渡辺明

東京府東京市足立区（現在の東京都足立区）出身。和洋女子短大国文科卒業。父親・丹真は戦前、田村秋子らが創立した劇団新東京に属した俳優。5歳よりバレエ、日本舞踊を習う。学生時代は永井荷風を愛読し、荷風の日記のとおり一日を過ごしてみたこともあったと語っている。また高校時代は足繁く歌舞伎に通い、三代目市川壽海の大ファンだった。
1961年（昭和36年）、田村の推薦で文学座付属研究所を受験し合格、第一期研究生として入所する。同期に草野大悟、岸田森、寺田農、樹木希林らがいる。1962年（昭和37年）、文学座研究生として『光明皇后』で初舞台。ただ自身が初舞台として記憶しているのは、1963年（昭和38年）に、杉村春子に抜擢された小山祐士作『日本の孤島』という。早くから「杉村春子の後継者」と謳われ、杉村からは厳しい指導を受け、「あんた下手ね、いつまでたっても下手ね』と言われ続け、一日中しごかれた。1963年、新藤兼人監督『母』で映画初出演、武智鉄二と裸のラブシーンを演じ話題になった。同年のテレビドラマ『孤独の賭け』の演技が話題となり、一気にスターダムへのし上がる。1964年、渡邊祐介監督『二匹の牝犬』（東映）にて映画初主演。しかし、このころのイメージは強烈すぎて、共演した緑魔子とともに「悪女スター」とレッテルを貼られた。1965年、文学座座員に昇格。1967年、『シラノ・ド・ベルジュラック』では、杉村とダブル主演を果たし、新人での主演抜擢に他の座員からは「生意気だ」と、白い目で見られた。同年、同じ文学座所属だった細川俊之と結婚し、一女をもうける（彼女はMAH名義で音楽活動を続けており、小川主演のドラマに出演したことがある。）。1971年、退座。劇団のありかたに疑問をもったのが原因といわれているが、かつてはインタビューにて「女優に向かないと思い退団した」と語ったことがある（「その後オファーがいろいろあり、興味のある役に出会えたことで復帰を決めた」とも語っていた）。1970年代には『浮世絵 女ねずみ小僧』を筆頭とするシリーズものに出演して人気を集める。1973年、細川と離婚。その後、近藤正臣ら数名との噂が報じられる。1973年に放送開始になった主演番組TBSのアイフル大作戦ではエンディング主題歌『Viva!アイフル』を歌いレコード化され日本コロムビアから発売された。1981年（昭和56年）6月に文学座で同期だった橋爪功と舞台『ドリスとジョージ』で共演、これがきっかけで急速に結びつき9月に婚約発表。そのときの心境を「週刊平凡」81年10月15日号で「具体的には何も決まっていない。結婚はしてもいいがいつするかも……実験婚約です（笑）」（小川）「年のせいか臆病になって……婚約という状態が一番いい（中略）場合によっては婚約を破棄するかもしれない」（橋爪）と語っていた。大人の愛の形と世間をにぎわせたが、結局は結婚に至らぬまま1985年（昭和60年）に婚約解消。

## 受賞歴
- 1965年（昭和40年）：製作者協会新人賞
- 1970年（昭和45年）：岸田國士賞
- 1971年（昭和46年）：日本放送作家協会演技者賞
- 1979年（昭和54年）：日本アカデミー賞最優秀助演女優賞、報知映画賞、第53回キネマ旬報ベスト・テン助演女優賞（映画『復讐するは我にあり』（今村昌平監督）、映画『配達されない三通の手紙』（野村芳太郎監督））
- 1981年（昭和56年）：文化庁芸術祭演劇部門優秀賞（舞台「ドリスとジョージ」）
- 1990年（平成2年）：第3回日刊スポーツ映画大賞 助演女優賞（映画『遺産相続』（降旗康男監督）、映画『白い手』（神山征二郎監督））
- 2005年（平成17年）：映画批評家大賞ゴールデングローリー賞[5]

## エピソード
- 役にのめりこんだエピソードが豊富で、『食卓のない家』では精神を病む母親を演じ、金魚を食べてしまうシーンを演じた際、本当に金魚を噛み砕き、共演の岩下志麻からは「卒倒しそうになりました。小川さん、偉いなーって」とコメントされた（出典：大河ドラマ『葵 徳川三代』のムックより）。本人は「金魚って、小骨が多いのね」と笑いながらコメントした。
- 岩下志麻との共演は多い。1967年（昭和42年）の篠田正浩監督作品『あかね雲』にはじまり『女の一生』（1967年（昭和42年））『影の車』（1970年（昭和45年））『鬼畜』（1978年（昭和53年））『食卓のない家』（1985年（昭和60年））。テレビでは、2000年（平成12年）の大河ドラマ『葵徳川三代』で淀殿（小川）とお江（岩下）と姉妹を演じた。また江戸川乱歩原作の『黒蜥蜴』のように、同じ役を演じたこともある。小川は1979年（昭和54年）の「土曜ワイド劇場」で『悪魔のような美女 江戸川乱歩の黒蜥蜴』で、岩下は1993年（平成5年）の『美しき悪女の伝説 黒蜥蜴』で演じた。そして大河ドラマ『独眼竜政宗』で岩下が演じたお東の方(保春院)を、小川は舞台「愛と修羅」で演じている。ドラマの脚本、舞台の演出はともにジェームス三木。
- 小川は舞台でも「黒蜥蜴」を演じている。1982年（昭和57年）5月に京都・南座公演。演出は青年座の篠崎光正、明智小五郎に中山仁。黒蜥蜴はこのとき初代の水谷八重子、美輪明宏に続いて三代目だった。そのときの西日本新聞5月21日号には「三島さんの華麗なレトリックをちりばめたセリフを肉体化するのは大変なわざとパワーがいる。とてもつらい、難役です。舞台が終わってからも外へ出る気力もなく、いつまでも楽屋にいて、体ごとたゆたっているんです。きっと三島さんが天界から周波数を出して、私を管理しているんだわ（笑）」と語った。
- 1970年代後半に交通違反をして警官から「免許証を見せろ」と言われ「わたし小川真由美よ‼」と𠮟りつけた[6]。出演作における小川の専横が酷すぎ、1980年夏の舞台は小川主演・津川雅彦の演出予定だったが、津川の方が嫌になって降りた[6]。また男と女のしゃれた喜劇のテレビドラマを、小川が台本をめちゃくちゃにいじり、とんでもない根性ドラマに変更した[6]。
- 自宅でチャボを飼育していることで有名。このチャボが体調不良になったため「2年間女優業をセーブして看病した」と語っている（2006年（平成18年）5月31日に出演した『徹子の部屋』ホームページに明記）。有精卵からヒナをかえし、一時は30羽以上飼育したことがあるという。
- さらに、かつては「ゴンザレス・ビリー・ザ・サンキチ」というフクロウを飼っていた。また長年「ツネコ」という柴犬を飼っていたが死に、今はミニチュアダックスフント・ジェニパーを飼っている。先述の「徹子の部屋」出演時に「ツネコがいなくなってから、一人暮らしなので何の音もしない生活になり、耐えられなくなって新しい犬を飼った」とコメント。学芸大学駅前のペットショップが御用達。
- 高部知子によると共演したドラマ『積木くずし 〜親と子の200日戦争〜』で高部が初めて小川の楽屋に挨拶しにいったところ小川が「ドラマの役柄上不良娘役のあなたが母親役の私のこと憎んでくれなきゃ困るの。だから、もう挨拶しにこなくていいから」と言った。それ以後撮影が終わるまで高部は一切小川に挨拶することがなかったと語っており、小川の女優としての懐の深さを見せたエピソードである[注 2]。

## 出演作品

### テレビドラマ

#### NHK総合
- 金曜21時40分-22時30分枠 (1964年4月10日-1965年4月2日) [注 3]
  - NHK劇場 《第15作》

  - 2DK夫人 [M] 〔安井昌二 主演、文学座 協演〕 （NHK [注 4] ） [注 5] [注 6]

(1964年5月15日)　 - 助演(トップG) [注 7]： (2DKの団地に住む) 結城勝男の妻 結城元子 役
- 木曜21時40分-22時30分枠 (1964年4月9日-1965年9月30日) [注 8]
  - 風雪 [M] 〔俳優座/文学座/その他劇団 協演〕

(1964年4月9日－1965年9月30日 76話－オムニバス形式) 《第73話》 
  - 枯れすすき －中山晋平－ 〔渡辺文雄 主演〕 （NHK [注 4] ） [注 9] [注 10]

(1965年9月9日)　 - 助演(トップG) [注 7]： (千束尋常小学校の教員 江南敏子 ⇒) 中山晋平の妻 中山敏子 役
- 土曜20時30分-21時30分枠 (1965年4月10日-1966年4月2日) [注 11]
  - テレビ指定席 《第154作》

  - はらから [M] 〔高桐真 主演〕 (昭和40年度(1965年度)芸術祭参加作品) （NHK [注 4] ） [注 12] [注 13] [7]

(1965年11月20日)　 - 助演(中G) [注 7]： (港湾労務者の住む町の女) 亜樹子 役
※ 第20回 文化庁 芸術祭 テレビジョン部門 (テレビドラマ) 芸術祭奨励賞 [8]
- 日曜20時15分-21時枠 (1966年1月2日-12月25日) [注 14]
  - 大河ドラマ 《第4作》

  - 源義経 [M] 〔尾上菊之助 (4代目) 主演、俳優座/文学座/その他劇団 協演〕 （NHK [注 15] ） [注 16] [注 17] [注 18]

(1966年1月2日－12月25日 本編52回)　 [注 19] [注 20] [注 21] [注 22]
※ 出演回： 以下、本編8回　 - 助演(中G) [注 23]： 河辺高経の妹 ⇒ 藤原泰衡の正室 しのぶ 役
　 本編 [注 24] [注 25]
　 ･ 北国の王者 《第6回》 （1966年2月6日）#8
　 ･ 一字金輪仏 《第7回》 （1966年2月13日）#4
　 ･ 風さわぐ 《第8回》 （1966年2月20日）#4
　 ･ 治承の春秋 《第9回》 （1966年2月27日）#6
　 ･ 鐘鳴りわたる 《第10回》 （1966年3月6日）#5
　 ･ 天馬 《第11回》 （1966年3月13日）#6
　 ･ 陸奥の空 《第49回》 （1966年12月4日）#9
　 ･ 星流る 《第50回》 （1966年12月11日）#6
- 月曜から土曜までの8時15分-8時30分枠 (1966年4月4日-1967年4月1日) [注 26]
  - 連続テレビ小説 《第6作》

  - おはなはん [M] 〔樫山文枝 主演、俳優座/文学座/その他劇団 協演〕 （NHK [注 27] ） [注 28] [注 29]

(1966年4月4日－1967年4月1日 本編310回)　 [注 30] [注 31] [注 32] [注 33] [注 34]
※ 出演回： 以下、本編12回 [注 35]　 - 助演 [注 23]： (市ヶ谷左内坂の貸間に住む) 村松姉妹の姉 お秋 役 [注 36]
　 本編 [注 37] [注 38] [注 39]
　 ･ 第117回 　(1966年8月17日(水))　#4
　 ･ 第118回 　(1966年8月18日(木))　#3
　 ･ 第120回 　(1966年8月20日(土))　#3
　 ･ 第121回 　(1966年8月22日(月))　#2
　 ･ 第122回 　(1966年8月23日(火))　#2
　 ･ 第123回 　(1966年8月24日(水))　#2
　 ･ 第124回 　(1966年8月25日(木))　#2
　 ･ 第125回 　(1966年8月26日(金))　#2
　 ･ 第141回 　(1966年9月14日(水))　#2
　 ･ 第142回 　(1966年9月15日(木))　#2
　 ･ 第158回 　(1966年10月4日(火))　#3
　 ･ 第159回 　(1966年10月5日(水))　#3
- 金曜20時枠 (1967年4月7日-1968年10月11日) [注 40]
  - 金曜時代劇 《第2作》

  - 文五捕物絵図 [M] 〔杉良太郎 主演〕 （NHK [注 41] ） [注 42]

(1967年4月7日－1968年10月11日 74話)　 [注 43] [注 44] [注 45] [注 46]
※ 出演回： 以下、3話　
　 ･ 甲州屋お力 《第27話》 [注 47] [注 48] [注 49] [注 50]
　 　(1967年10月27日)　 - ゲスト出演(トメ※単独) [注 51]： 甲州屋簪店の女主人 お力 役
　 ･ 人情吹ぬき亭 《第38話》 〔文学座 客演〕　[注 52] [注 53] [注 54]
　 　(1968年1月12日)　 - ゲスト出演(トメ前※単独) [注 51]： (お駒を夫殺しの下手人と疑う娘) お加代 役
　 ･ 下総かくれ里 《第68話》 [注 55] [注 56] [注 57] [注 58]
　 　(1968年8月23日)　 - ゲスト出演(トメ前※単独) [注 51]： 宗五郎の後妻 お夕 役
- 土曜22時10分-23時40分枠 (1969年10月11日-1970年4月4日) [注 59]
  - ドラマ特集 《第12作》

  - いつかあなたのように (50分枠) [注 60] 〔望月優子 主演〕 （NHK [注 61] ） [注 62] [注 63] [注 64]

(1970年4月4日)　 - 助演(トメ※単独)： 老いた母の娘 役 (※役名未詳) [注 65]
- ドラマ特集 (土曜22時10分-23時40分枠 ≪1970年4月-1972年3月≫) [注 66]
  - お蔦　｢婦系図｣より 〔小川真由美 主演〕 （NHK [注 67] ） [注 68] [注 69] [9] 《第32作》

(1972年1月29日)　 - 主演≪トップ≫： (早瀬主税と結婚している) 柳橋の芸者 お蔦 役
- 銀河ドラマ (月曜から金曜までの21時-21時30分枠 ≪1969年4月-1972年3月≫) [注 70]
  - 泉 〔小川真由美 主演〕 （NHK [注 71] ） [注 72]  《第71作》

(1972年2月28日－3月10日 10回)　
※ 出演回： 全10回　 - 主演≪トップ≫： 実業家･立花の秘書 (後に､土建会社社長･田沢の秘書) 斉木素子 役
- 金曜時代劇 (金曜20時枠 ≪1972年10月-1973年9月≫) [注 73]
  - 赤ひげ 〔小林桂樹 主演〕 （NHK [注 74] ） [注 75] 《第7作》

(1972年10月13日－1973年9月28日 49話)　
※ 出演回： 以下、1話　
　 ･ 櫓の音　[注 76] [注 77] 《第6話》
　 　(1972年11月17日)　 - ゲスト出演≪トメ≫： (船頭･巳之吉とかつて恋仲だった) 網元の娘 おまん 役
- 銀河テレビ小説 (月曜から金曜までの22時-22時15分枠 ≪1972年4月-1974年3月≫) [注 78]
  - 体の中を風が吹く 〔小川真由美 主演〕 （NHK [注 71] ） [注 79] [注 80] 《第8作》

(1973年1月4日－2月2日 22回)　[10]
※ 出演回： 21回　
　 　(1973年1月22日を除く)　 - 主演≪トップ≫： (正木省吾の愛に心を閉ざす) 雑誌記者 村松章子 役
- 銀河テレビ小説 (月曜から金曜までの21時40分-22時枠 ≪1978年4月-1980年3月≫) [注 81]
  - ガラスの女 〔小川真由美 主演〕 （NHK [注 71] ） [注 82] 《第78作》

(1978年5月8日－6月2日 20回)　
※ 出演回： 全20回　 - 主演≪トップ≫： 派出看護婦 峰岸麻子 役 [注 83]
- ドラマ － 文化庁芸術祭参加作品 (日曜20時50分-22時10分枠 ≪1978年10月≫) [注 84]
  - 宴のあと －自称･小川真由美の調書－ 〔小川真由美 主演〕 （NHK [注 85] ） [注 86] [11]

(1978年10月29日)　 - 主演≪トップ≫： (上京してキャバレーで働く) “小川真由美” こと 中沢トキ子 役
- ドラマ人間模様 (日曜20時50分-21時35分枠 ≪1978年4月-1980年3月≫) [注 87]
  - 血族 〔小林桂樹 主演〕 （NHK [注 88] ） [注 89] 《第23作》

(1980年1月6日－2月3日 5回)　[12]
※ 出演回： 全5回　 - 助演≪トメ≫： 作家･山口瞳の母 (山口瞳の父･山口正雄の妻) 山口静子 役
- ドラマ人間模様 (日曜20時50分-21時35分枠 ≪1980年4月-1982年2月≫) [注 90]
  - 海辺のマリア 〔小川真由美 主演〕 （NHK大阪 [注 91] ） [注 92] [13] 《第41作》

(1981年11月15日－12月13日 5回)　[14]
※ 出演回： 全5回　 - 主演≪トップ≫： (神戸の酒場｢純情｣で踊り子をしている女 (マリア)) 志摩ハツ子 役
- ドラマ人間模様 (日曜20時50分-21時35分枠 ≪1982年5月-1984年3月≫) [注 93]
  - 生きる 〔小川真由美 主演〕 （NHK [注 88] ） [注 94] [15] 《第53作》

(1983年7月10日－7月31日 4回）
※ 出演回： 全4回　 - 主演≪トップ≫： 東京･山谷の簡易旅館｢玉井屋｣の番頭 “ケイ” (絹川政子) 役 [注 83]
- ドラマスペシャル (土曜21時-22時30分枠 ≪1986年10月-11月≫) [注 95]
  - 少年 －ポケットに残された幸福へのメッセージ－ 〔小川真由美 主演〕 （NHK [注 96] ） [注 97] [16]

(1986年10月25日)　 - 主演≪トップ≫： (離婚後､中学生の次男･信を引き取った母親) 町村貴子 役
※ 1986年度 第24回 放送批評懇談会 ギャラクシー賞 受賞 (→NHK) 対象作品 [17]
- 大河ドラマ (日曜20時-20時45分枠 ≪1988年1月-12月≫)
  - 武田信玄 〔中井貴一 主演〕 （NHK [注 98] ） [注 99] 《第26作》

(1988年1月10日－12月18日 本編50回、1988年12月24日(土)－12月28日(水) 総集編5回)　
※ 出演回： 以下、本編40回 [18]　総集編4回　 - 助演≪トメG≫： 武田信玄の正室･三条の方の侍女 八重 役
　 本編 [注 100] [注 101]
　 ･ 父と子 《第1回》 （1988年1月10日） ≪トメ前々≫ 　※日曜19時20分-20時45分枠
　 ･ 決意の時 《第2回》 （1988年1月17日） ≪トメ前々≫
　 ･ 別れ 《第3回》 （1988年1月24日） ≪トメ前々≫
　 ･ 運命の出会い 《第4回》 （1988年1月31日） ≪トメ前≫
　 ･ 湖水伝説 《第5回》 （1988年2月7日） ≪トメ≫
　 ･ 諏訪攻め 《第6回》 （1988年2月14日） ≪トメ前≫
　 ･ 風林火山 《第7回》 （1988年2月21日） ≪トメ前≫
　 ･ 湖衣姫 《第8回》 （1988年2月28日） ≪トメ前≫
　 ･ 女のいくさ 《第9回》 （1988年3月6日） ≪トメ≫
　 ･ 国造り 《第10回》 （1988年3月13日） ≪トメ前≫
　 ･ 越後の虎 《第11回》 （1988年3月20日） ≪トメ前≫
　 ･ 海の北条 《第12回》 （1988年3月27日） ≪トメ前≫
　 ･ 川中島への道 《第13回》 （1988年4月3日） ≪トメ前≫
　 ･ 尾張の異端児 《第14回》 （1988年4月10日） ≪トメ前≫
　 ･ 母と子 《第15回》 （1988年4月17日） ≪トメ≫
　 ･ 信濃征服 《第16回》 （1988年4月24日） ≪トメ前≫
　 ･ 虎との出会い 《第17回》 （1988年5月1日） ≪トメ前≫
　 ･ さらば湖衣姫 《第18回》 （1988年5月8日） ≪トメ前≫
　 ･ 三国同盟 《第19回》 （1988年5月15日） ≪トメ前≫
　 ･ 二百日の対陣 《第20回》 （1988年5月22日） ≪トメ前≫
　 ･ 景虎失跡 《第21回》 （1988年5月29日） ≪トメ前≫
　 ･ 奸風発迷 《第22回》 （1988年6月5日） ≪トメ前≫
　 ･ 信虎変身 《第23回》 （1988年6月12日） ≪トメ前≫
　 ･ 義元討死 《第24回》 （1988年6月19日） ≪トメ前≫
　 ･ 悲劇の発端 《第25回》 （1988年6月26日） ≪トメ前≫
　 ･ 氏康と景虎 《第26回》 （1988年7月3日） ≪トメ前≫
　 ･ 川中島血戦(一) 《第27回》 （1988年7月10日） ≪トメ前≫
　 ･ 勝利と敗北 《第29回》 （1988年7月24日） ≪トメ≫
　 ･ 義信事件(一) 《第30回》 （1988年7月31日） ≪トメ≫
　 ･ 義信事件(二) 《第31回》 （1988年8月7日） ≪トメ≫
　 ･ わが子幽閉 《第32回》 （1988年8月14日） ≪トメ≫
　 ･ 鬼美濃の死 《第33回》 （1988年8月21日） ≪トメ≫
　 ･ 上州攻め 《第34回》 （1988年8月28日） ≪トメ≫
　 ･ 盟約崩壊 《第35回》 （1988年9月4日） ≪トメ前≫
　 ･ 信長上洛 《第36回》 （1988年9月11日） ≪トメ前≫
　 ･ 小田原攻め 《第38回》 （1988年9月25日）  ≪トメ前≫
　 ･ 京の夢 《第39回》 （1988年10月2日） ≪トメ前≫
　 ･ 暗闇の鬼 《第40回》 （1988年10月9日） ≪トメ前≫
　 ･ 月夜の鏡 《第41回》 （1988年10月16日） ≪トメ≫
　 ･ 二重の死 《第42回》 （1988年10月23日） ≪トメ≫
　 総集編
　 ･ 父と子 《第1回》 （1988年12月24日） ※土曜20時-21時35分枠
　 ･ 母と子 《第2回》 （1988年12月25日） ※日曜19時20分-20時40分枠
　 ･ 川中島血戦 《第3回》 （1988年12月26日） ※月曜19時30分-20時45分枠
　 ･ 二重の死 《第4回》 （1988年12月27日） ※火曜19時30分-20時45分枠
- ドラマスペシャル (土曜20時-21時30分枠 ≪1988年7月≫) [注 102]
  - さよなら雪蓮(シュエレン) 〔小川真由美 主演〕 （NHK大阪 [注 103] ） [注 104]

(1988年7月23日)　 - 主演≪トップ≫： (満州から4歳で孤児として引き揚げてきた) 主婦 吉沢静香 役
- 大河ドラマ (日曜20時-20時45分枠 ≪2000年1月-12月≫)
  - 葵 徳川三代 〔津川雅彦･西田敏行･尾上辰之助 (2代目) 主演〕 （NHK [注 105] ） [注 106] 《第39作》

(2000年1月9日－12月17日 本編49回、2000年12月27日(土)－12月30日(火) 総集編4回)　
※ 出演回： 以下、本編29回 [19]　総集編3回　 - 助演≪トメG≫： 豊臣秀頼の生母 淀殿 役
　 本編 [注 107] [注 108]
　 ･ 総括関ヶ原 《第1回》 （2000年1月9日） ≪トメ前≫ 　※日曜19時20分-20時45分枠
　 ･ 秀吉の遺言 《第2回》 （2000年1月16日） ≪トメ前々≫
　 ･ 五大老五奉行 《第3回》 （2000年1月23日） ≪トメ前々≫
　 ･ 豪腕五十八歳 《第4回》 （2000年1月30日） ≪トメGトップ≫
　 ･ 反主流 《第5回》 （2000年2月6日） ≪トメ前≫
　 ･ 多国籍軍 《第6回》 （2000年2月13日） ≪トメ前≫
　 ･ 弾劾状 《第7回》 （2000年2月20日） ≪トメ前≫
　 ･ 多数派工作 《第8回》 （2000年2月27日） ≪トメ前≫
　 ･ 風雲大垣城 《第9回》 （2000年3月5日） ≪トメ前≫
　 ･ 前哨戦 《第10回》 （2000年3月12日） ≪トメ前≫
　 ･ 合戦関ヶ原 《第12回》 （2000年3月26日） ≪トメ前≫
　 ･ 三成最期 《第13回》 （2000年4月2日） ≪トメ前≫
　 ･ 淀の面目 《第14回》 （2000年4月9日） ≪トメ前≫
　 ･ 花嫁は三歳 《第15回》 （2000年4月16日） ≪トメ前≫
　 ･ 秀忠の秘密 《第16回》 （2000年4月23日） ≪トメ前≫
　 ･ 千姫婚礼 《第17回》 （2000年4月30日） ≪トメ前≫
　 ･ 異母兄弟 《第18回》 （2000年5月7日） ≪トメ前≫
　 ･ 将軍秀忠 《第19回》 （2000年5月14日） ≪トメ前≫
　 ･ 二元政治 《第20回》 （2000年5月21日） ≪トメ前≫
　 ･ 偉大なる父 《第21回》 （2000年5月28日） ≪トメ前≫
　 ･ 大御所 《第22回》 （2000年6月4日） ≪トメ前≫
　 ･ 宮中重大事件 《第23回》 （2000年6月11日） ≪トメ前≫
　 ･ 秀頼上洛 《第25回》 （2000年6月25日） ≪トメ前≫ 　※日曜20時45分-21時30分枠
　 ･ 派閥抗争 《第26回》 （2000年7月2日） ≪トメ前≫
　 ･ 悲憤の開戦 《第27回》 （2000年7月9日） ≪トメ前≫
　 ･ 大坂冬の陣 《第28回》 （2000年7月16日） ≪トメ前≫
　 ･ 大坂夏の陣 《第29回》 （2000年7月23日） ≪トメ前≫
　 ･ 大坂城炎上 《第30回》 （2000年7月30日） ≪トメ前≫
　 ･ 女の一生 《第43回》 （2000年11月5日） ≪トメGトップ≫
　 総集編
　 ･ 天下分け目 《第1回》 （2000年12月27日） ※水曜21時枠
　 ･ 征夷大将軍 《第2回》 （2000年12月28日） ※木曜21時枠
　 ･ 豊臣家滅亡 《第3回》 （2000年12月29日） ※金曜21時枠
- 月曜ドラマシリーズ (月曜21時15分-22時枠 ≪2001年-2005年≫) [注 109]
  - ハチロー 〜母の詩､父の詩〜 〔唐沢寿明 主演〕 （NHK/NHKエンタープライズ21 [注 110] ） [注 111] [注 112]

(2005年1月24日－3月21日 9回)　
※ 出演回： 以下、4回 [注 113]　 - 助演≪トメGトップ≫： (アインの育ての親) 女剣劇の座長 高倉美紀子 役
　 ･ 桃の花が咲いた 《第4回》 （2005年2月14日）
　 ･ 泣く日もあった 《第5回》 （2005年2月21日）
　 ･ 勝利の日まで 《第8回》 （2005年3月14日）
　 ･ リンゴの歌だった 《第9回》 （2005年3月21日）

#### 日本テレビ系列
- 土曜21時30分-22時30分枠 (1963年11月-1964年12月) [注 114]
  - 日産スター劇場 《第48作》

  - やぶれ家族 [M] 〔文学座 客演〕 （日本テレビ [注 115] ） [注 116] [注 117] [20]

(1964年10月17日)　 - 助演(トップG) [注 118]： 南雲夫妻の次女 (平凡な会社員(BG)) 南雲文子 役
- 土曜21時30分-22時30分枠 (1965年1月-1965年12月) [注 119]
  - 日産スター劇場 《第89作》

  - 今晩わドロボーです [M] 〔宍戸錠 主演〕 （日本テレビ [注 115] ） [注 120] [注 121]

(1965年7月31日)　 - 助演(トップG) [注 118]： (※原作より推定) じいさんの家事で同居している娘 ハツ子 役 [注 122]
  - 日産スター劇場 《第100作》

  - 出口はどこだい！ [M] 〔渥美清 主演〕 （日本テレビ [注 115] ） [注 123] [注 124]

(1965年10月16日)　 - 助演(トップG) [注 118]： (※役名未詳) [注 122]
- 土曜21時-21時30分枠 (1966年4月-1966年9月) [注 125]
  - 男と女のいるかぎり

(1966年4月23日－9月24日 11回－オムニバス形式 [注 126] )　 《第5回》 
  - 女だけの家 [M] 〔文学座 客演〕 （日本テレビ [注 115] ） [注 127] [注 128]

(1966年5月28日)　 - 助演(トップG [＝トップ2] またはトメ) [注 118]： (※役名未詳) [注 122]
- 土曜21時30分-22時30分枠 (1966年1月-1966年12月) [注 129]
  - 日産スター劇場 《第141作》

  - 花嫁にはヒゲがある [M] 〔青島幸男 主演〕 （日本テレビ[注 115] ） [注 130] [注 131]

(1966年8月6日)　 - 助演(トップG [＝トップ2] またはトメ) [注 118]： (※役名未詳) [注 122]
- 土曜21時-21時30分枠 (1966年4月-1966年9月) [注 125]
  - 男と女のいるかぎり

(1966年4月23日－9月24日 11回－オムニバス形式 [注 126] )　 《第10回》 
  - 空ゆかば [M] 〔加東大介 主演〕 （日本テレビ [注 115] ） [注 132] [注 133]

(1966年9月17日)　 - 助演(トップG [＝トップ2] またはトメ) [注 118]： (※役名未詳) 飛行機内で隣合わせとなる美人 [注 122]
- 月曜21時枠 (1967年4月-1968年10月) [注 134]
  - 剣 （日本テレビ / C･A･L [注 135]

(1967年4月17日－1968年2月26日 46回－オムニバス形式)　 《第27回》 
  - 首斬り浅右衛門 [M] 〔三国連太郎 主演、文学座 協演〕 [注 136] [注 137] [注 138] [注 139] [注 140] [注 141]

(1967年10月16日)　 - 助演(トップ2※単独)： 日本橋柳町・油問屋｢浜田屋｣の娘 ⇒ 女囚 おきく 役
  - お庭番 （日本テレビ / C･A･L [注 135] ）

(1968年3月4日－10月7日 32回－オムニバス形式)　 《第21回－第22回》 
  - 忍び化粧 [M] 〔木村功 / 小川真由美・細川俊之 出演、文学座 協演〕 [注 142] [注 143] [注 144] [注 145]

(1968年7月22日－7月29日 2回 (前後編))　
※ 出演回： 全2回　 - 主演(トップ※連名またはトメ※単独) [注 146]： 伊賀赤目党の頭領 美津 役
- 火曜20時枠 (1967年10月-1969年4月) [注 147]
  - 五人の野武士 [M] 〔三船敏郎・宝田明・中山仁・田村正和 主演〕 （日本テレビ / 三船プロダクション [注 148] ）

(1968年10月8日－1969年4月1日 26話)　 [注 149] [注 150]
※ 出演回： 以下、1話　
　 ･ おん大将のおん首 《第5話》 〔文学座 協演〕 [注 151] [注 152] [注 153]
　 　(1968年11月5日)　 - ゲスト出演(トメ前※単独)： 設楽忠広の陣で斯波四郎の首を狙う女 おせん 役
- ファミリー劇場 (月曜21時枠 ≪1970年1月-1971年7月≫) [注 154]
  - 女が階段を上る時 〔小川真由美 主演〕 （日本テレビ/C･A･L [注 155] ） [注 156] 《第1作》

(1970年1月5日－2月9日 6回)　
※ 出演回： 全6回　 - 主演≪トップ≫： 銀座のバー｢ライラック｣の雇われマダム 矢代圭子 役
- 日曜21時枠 ≪1974年4月-1975年3月≫ [注 157]
  - おんな浮世絵 紅之介参る! 〔小川真由美 主演〕 （日本テレビ/ユニオン映画 [注 158] ） [注 159] [注 160] 《第4作》

(1974年10月6日－1975年3月30日 26話)　
※ 出演回： 全26話　 - 主演≪トップ≫： 浅草施療院の女蘭方医 奥山千絵 役､義賊 紅之介 役 (2役)
- 木曜22時枠 ≪1975年4月-1976年3月≫ [注 161]
  - 女の小箱 〔小川真由美 主演〕 （よみうりテレビ/国際放映 [注 162] ） [注 163]

(1975年10月2日－1976年1月1日 14回)　
※ 出演回： 全14回　 - 主演≪トップ≫： 敷島化工の株式課長･川代誠造の妻 川代那美子 役 [注 164]
- グランド劇場 (土曜21時枠 ≪1976年-1977年≫) [注 165]
  - 飛びこんだ臨月の女は未婚のすごい美人 〔小川真由美 主演〕 （日本テレビ） [注 166] 《第84作》

(1977年3月5日－3月19日 3回)　
※ 出演回： 全3回　 - 主演≪トップ≫： 村木繁の住むマンションに飛び込んできた臨月の女 倉田マチ子 役
- 火曜21時枠 ≪1980年10月-1981年9月≫ [注 167]
  - プロハンター 〔草刈正雄･藤竜也 主演〕 （日本テレビ/セントラル･アーツ [注 168] ） [注 169] [注 170]

(1981年4月7日-9月22日 25話)　
※ 出演回： 以下、13話　 - 助演≪トップトメ≫ (特別出演)： 雑誌｢スクープジャーナル｣の編集長 橘礼子 役
　 ･ 危険な二人 《第1話》 （1981年4月7日）
　 ･ 二重誘拐 《第2話》 （1981年4月14日）
　 ･ 逃亡遊戯 《第3話》 （1981年4月21日）
　 ･ ワニを連れた女 《第4話》 （1981年4月28日）
　 ･ 俺の愛した赤い靴 《第6話》 （1981年5月12日）
　 ･ 夜を探せ 《第8話》 （1981年5月26日）
　 ･ 狙われた罠 《第15話》 （1981年7月14日）
　 ･ 悪い女 《第16話》 （1981年7月21日）
　 ･ 南に消えた男 《第17話》 （1981年7月28日）
　 ･ 標的は誰だ? 《第19話》 （1981年8月11日）
　 ･ 殺人志願 《第21話》 （1981年8月25日）
　 ･ 旅芸人の唄 《第23話》 （1981年9月8日）
　 ･ ロング･グッドバイ 《第25話》 （1981年9月22日）
- 火曜サスペンス劇場 (火曜21時-22時枠 (2時間枠内) ≪1981年9月-1982年9月≫) [注 171]
  - 誘拐ツアー 〔小川真由美 主演〕 （日本テレビ/大映映像 [注 172] ） [注 173] 《第40作》

(1982年6月29日)　 - 主演≪トップ≫： 宝町商店街の青年部長 洋子 役 [注 122]
- 火曜サスペンス劇場 (火曜21時-22時枠 (2時間枠内) ≪1982年10月-1983年9月≫) [注 174]
  - 霧の旗 (2時間30分拡大枠) 〔大竹しのぶ 主演〕 （日本テレビ/松竹/霧プロダクション [注 175] [注 176] ） [注 177] 《第65作》

(1983年1月4日)　 - 助演≪トメ前≫ (特別出演)： フランス料理店｢みなせ｣の経営者 (弁護士･大塚欽三の愛人) 河野径子 役
- 木曜ゴールデンドラマ (木曜21時-22時枠 (2時間枠内) ≪1984年4月-1985年3月≫) [注 178]
  - 母性犯罪 〔小川真由美 主演〕 （よみうりテレビ/テレパック [注 179] ） [注 180] 《第218作》

(1984年8月23日)　 - 主演≪トップ≫： 家庭内暴力を振るう長男･数村孝文を幼少から溺愛してきた母 数村康代 役 [注 164]
- 木曜ゴールデンドラマ (木曜21時-22時枠 (2時間枠内) ≪1985年4月-1986年3月≫) [注 181]
  - 霧の海から

発掘された謎の遺骨が語る
哀しき女の半生! 〔小川真由美･小林桂樹 主演〕 （よみうりテレビ/広島テレビ [注 182] [注 183] ） [注 184] [21] [22] 《第266作》
(1985年8月1日)　 - 主演≪トップ≫： (岡島寿朗と広島県北の三次市に出向く) 飲み屋の女将 森口菜穂子 役
- 水曜グランドロマン (水曜21時-22時枠 (2時間枠内) ≪1988年10月-1989年9月≫) [注 185]
  - ファッション好きやねん 〔小川真由美 主演〕 （日本テレビ [注 186] ） [注 187] 《第20作》

(1989年3月29日)　 - 主演≪トップ≫： コシノ洋装店経営者 (コシノ三姉妹 (弘子･順子･美智子) の母) 小篠綾子 役
  - 私のピノッキオ 〔小川真由美 主演〕 （日本テレビ/国際放映 [注 188] ） [注 189] 《第43作》

(1989年9月13日)　 - 主演≪トップ≫： 男運の悪いキャリアウーマン 幸子 役 [注 122]
- 土曜グランド劇場 (土曜21時枠 ≪1989年4月-1990年3月≫) [注 190]
  - 会いたくて 〔荻野目洋子 主演〕 （日本テレビ/PDS [注 191] ） [注 192] 《(｢土曜グランド劇場｣に改題後) 第17作》

(1989年7月15日－8月19日 6話)　
※ 出演回： 全6話　 - 準主演≪トメまたはトップ○≫ [注 193]： 児童施設で育った娘･戸田有紀の母 戸田郷子 役
- 火曜サスペンス劇場 (火曜21時-22時枠 (2時間枠内) ≪2004年10月-2005年9月≫) [注 194]
  - 箱根湯河原温泉交番シリーズ 〔船越英一郎 主演〕

  - 天神様の涙 （日本テレビ [注 195] [注 196] ） [注 197] 《第1120作》《シリーズ 第4作》

(2005年4月26日)　 - ゲスト出演≪トメ≫： 和菓子屋｢小梅堂｣の主人･増岡修司の妻 増岡初恵 役

#### TBS系列
- 東芝日曜劇場 (日曜21時30分-22時30分枠 ≪1964年春夏枠≫、日曜21時枠 ≪1964年-1965年秋冬枠≫) [注 198]
  - 娘は娘 母は母 〔杉村春子 主演、文学座協演〕 （TBS [注 199] ） [注 200]

※ 出演回： 以下、4作　 - 助演≪トップG≫ [注 201]： 四人姉妹の清純な長女 (※役名未詳) [注 202]
　 ･ その日の朝と夜 《第386回》《｢娘は娘 母は母｣ シリーズ 第1作》 （1964年4月26日） [注 203]
　 ･ 人を恋して得ずとても 《第394回》《｢娘は娘 母は母｣ シリーズ 第2作》 （1964年6月21日） [注 204]
　 ･ 雨ふって ･･･ 《第413回》《｢娘は娘 母は母｣ シリーズ 第3作》 （1964年11月1日） [注 205]
　 ･ 春よ来い 《第427回》《｢娘は娘 母は母｣ シリーズ 第4作》 （1965年2月7日） [注 206]
- 水曜21時30分-22時30分枠 ≪1964年1月-1965年7月≫ [注 207]
  - アジアの曙 〔御木本伸介 主演〕 （TBS/国際放映/創造社 [注 208] ） [注 209]

(1964年12月9日－1965年3月3日 13話)　
※ 出演回： 以下、1話　 [注 210]
　 ･ 泣くな朱浩 〔文学座客演〕 [注 211] 《第10話》
　 　(1965年2月10日)　 - ゲスト出演≪トメ≫： (中山峯太郎が長沙に向かう途中の村で出会う) 中国人の娘 朱浩 役 [23]
- 東芝日曜劇場 (日曜21時30分-22時30分枠 ≪1965年春夏枠≫、日曜21時枠 ≪1965年-1966年秋冬枠≫) [注 212]
  - 湯脈の笑い 〔※主演未詳、文学座協演〕 （RKB毎日放送 [注 213] ） [注 214] [24] 《第437回》

(1965年4月18日)　 - 助演≪トップGまたはトメG≫ [注 201]： メトロポリタンホテル専務･弘中俊平の後妻 弘中佐千子 役 [注 215]
  - 都ぞ弥生 〔※主演未詳、文学座協演〕 （北海道放送 [注 216] ） [注 217] 《第459回》

(1965年9月19日)　 - 助演≪トップGまたはトメG≫ [注 201]： 札幌郊外の牧場主･大岡宇一郎の次女 大岡峯子 役
- 木曜21時-21時30分枠 ≪1965年10月-1966年9月≫ [注 218]
  - おかあさん
    - 第2シリーズ

(1959年10月15日－1967年6月29日 397回－オムニバス形式)　 
    - 一年ののち 〔杉村春子 主演、文学座協演〕 （TBS） [注 219] 《シリーズ 第325回》

(1966年2月3日)　 - 助演≪トップGまたはトメG≫ [注 201]： (※役名未詳) [注 202]
    - 鬼の夕焼 〔淡島千景 主演、文学座協演〕 （TBS） [注 220] [25] [注 221] 《シリーズ 第341回》

(1966年5月26日)　 - 助演≪トップGまたはトメG≫ [注 201]： 飛鳥流家元の妻･多満子の養女 飛鳥静 役
- ナショナル劇場 (月曜20時枠 ≪1965年6月-1966年9月≫) [注 222]
  - ともだち 〔鰐淵晴子 主演〕 （TBS/東宝 [注 223] ） [注 224] 《第7作》

(1966年3月7日－6月27日 17話)　
※ 出演回： [注 225]　 - ゲスト出演≪中G≫ [注 226]： (※役名未詳) [注 202]
　 (以下、出演確認済の回のみ掲載)
　 ･ (※副題未詳) 《第3話》 （1966年3月21日）
　 ･ それは母の思い出に似ている 《第8話》 （1966年4月25日）
- 近鉄金曜劇場 (金曜20時枠 ≪1965年10月-1966年9月≫) [注 227]
  - 愛とこころのシリーズ

(1965年9月3日－1967年3月31日 82作－オムニバス形式)　 
  - 島っ子のうた 〔小川真由美 主演、文学座協演〕 （朝日放送 [注 228] ） [注 229] 《第186作》《シリーズ 第33作》

(1966年4月22日)　 - 主演≪トップ≫： (※役名未詳) [注 202]
- 水曜20時枠 ≪1969年10月-1970年9月≫ [注 230]
  - 二人の刑事 〔芦田伸介･中尾彬 主演〕 （TBS/テレパック [注 231] ） [注 232]

(1970年4月1日-9月30日 16話 [注 233] )　
※ 出演回： 以下、1話　
　 ･ 正当防衛 〔文学座客演〕 [注 234] 《第1話》  †カラー放映開始
　 　(1970年4月1日)　 - ゲスト出演≪中トップ≫： (勝俣信三部長刑事に射殺された) 重要参考人の妻 内藤明子 役 [注 235]
- 土曜21時枠 ≪1970年4月-1971年3月≫ [注 236]
  - KEY HUNTER (キイハンター) 〔丹波哲郎 主演〕 （TBS/東映≪東映東京制作所≫ [注 237] ）

(1968年4月6日－1973年4月7日 262話)　
※ 出演回： 以下、1話　
　 ･ 世界殺人集団 南国の決斗 〔文学座客演〕 [注 238] 《第105話》  †カラー放映開始
　 　(1970年4月4日)　 - ゲスト出演≪中トップ≫： 外交官･帯刀真作の妻 帯刀加奈子 役 [26]
- 木下恵介 人間の歌シリーズ (木曜22時枠 ≪1970年4月-1972年4月≫) [注 239]
  - 春の嵐 〔近藤正臣 主演〕 （TBS/木下恵介プロダクション [注 240] ） [注 241] 《第6作》

(1971年12月16日－1972年4月13日 18話)　
※ 出演回： 全18話　 - 助演≪トップ②またはトメ≫ [注 242]： 中分宣子 役 [注 202] [27]
- 土曜21時枠 ≪1973年4月-1975年5月≫ [注 243]
  - KEY HUNTER (キイハンター) （TBS/東映≪東映東京制作所≫ [注 237] ）

※ 出演回： 以下、1回　
　 ･ また逢う日まで キイハンター 《第262話 (最終回：総集編)》
　 　(1973年4月7日)　 - (次回から) 主演： 赤覆面の傍聴人 [注 244] 役 [28]
  - EYEFUL アイフル大作戦 〔小川真由美 主演〕 （TBS/東映≪東映東京制作所≫ [注 245] ） [注 246] [注 247] [注 248]

(1973年4月14日－1974年5月4日 56話)　
※ 出演回： 全56話　 - 主演≪トップ≫： アイフル探偵学校校長 岸涼子 役
- 金曜ドラマ (金曜22時枠 ≪1974年4月-1975年3月≫) [注 249]
  - 霧の影 〔鶴田浩二･小川真由美 主演〕 （TBS [注 250] ） [注 251] 《第9作》

(1974年4月19日－7月12日 13回)　
※ 出演回： 全13回　 - 主演≪トメ≫： 繊維会社社長の後妻 (菱川豊喜の元恋人) 菅野三千子 役 [注 215]
- 水曜22時枠 ≪1975年4月-1976年3月≫ [注 252]
  - 青銅の花びら 〔小川真由美 主演〕 （毎日放送 [注 253] [注 254] ） [注 255]

(1975年4月2日－6月25日 13回) 《毎日放送､TBS系列へ移籍後 第1作》
※ 出演回： 全13回　 - 主演≪トップ≫： (鋳金家･稲垣清蔵の後妻となる) 長浜勲の恋人 箕輪真規子 役
- 金曜21時枠 ≪1975年4月-1976年4月≫ [注 256]
  - 白いシリーズ

  - 白い地平線 〔田宮二郎 主演〕 （TBS/松竹 [注 257] [注 258] ） [注 259] [注 260] 《｢白いシリーズ｣ 第3作》

(1975年4月4日－9月26日 26話)　
※ 出演回： [注 225]　 - 助演≪トメ≫： (中根竜三との関係がスキャンダルとなる) 有名歌手 花房のり子 役
- 水曜22時枠 ≪1976年4月-1977年3月≫ [注 261]
  - 青春の門 ※第一部 ｢筑豊篇｣ 〔小川真由美 主演〕 （毎日放送/松竹芸能 [注 262] [注 263] ） [注 264] [注 265] [29]

(1976年4月7日－9月29日 26話) 《毎日放送､TBS系列へ移籍後 第4作》
※ 出演回： 以下、全26話　 - 主演≪トップ≫： 坑夫頭領･伊吹重蔵の後妻 (長男･信介の義母) 伊吹タエ (旧姓･森島) 役
　 ･ 夕陽と刺青 《第1話》 （1976年4月7日）
　 ･ 風の中の抱擁 《第2話》 （1976年4月14日）
　 ･ 朧夜の逃亡者 《第3話》 （1976年4月21日）
　 ･ 悲しき星の下に 《第4話》 （1976年4月28日）
　 ･ 竜五郎出獄 《第5話》 （1976年5月5日）
　 ･ 男､落日に死す 《第6話》 （1976年5月12日）
　 ･ 女になる夜 《第7話》 （1976年5月19日）
　 ･ 青いめざめ 《第8話》 （1976年5月26日）
　 ･ 帰って来た男 《第9話》 （1976年6月2日）
　 ･ 荒野にも虹は立つ 《第10話》 （1976年6月9日）
　 ･ 恋を追う女 《第11話》 （1976年6月16日）
　 ･ 男たちの世界 《第12話》 （1976年6月23日）
　 ･ めざめの中で 《第13話》 （1976年6月30日）
　 ･ ひとりぼっちの道 《第14話》 （1976年7月7日）
　 ･ 川筋喧嘩作法 《第15話》 （1976年7月14日）
　 ･ ゆれ動く女ごころ 《第16話》 （1976年7月21日）
　 ･ 道けわしくも 《第17話》 （1976年7月28日）
　 ･ 別れゆく人 《第18話》 （1976年8月4日）
　 ･ 迷路果てなく 《第19話》 （1976年8月11日）
　 ･ 風荒き日々 《第20話》 （1976年8月18日）
　 ･ 幼い初夜 《第21話》 （1976年8月25日）
　 ･ 今日も旅ゆく 《第22話》 （1976年9月1日）
　 ･ 都の西北 《第23話》 （1976年9月8日）
　 ･ わくら葉の女 《第24話》 （1976年9月15日）
　 ･ 白い華燭 《第25話》 （1976年9月22日）
　 ･ 出発 《第26話》 （1976年9月29日）
※ 1976年度 (昭和51年度) 日本民間放送連盟賞 最優秀賞 受賞 (毎日放送) 対象作品 [30]
- 東芝日曜劇場 (日曜21時枠 ≪1976年10月-1977年9月≫) [注 266]
  - 庖丁姉妹 〔小川真由美 主演〕 （毎日放送） [注 267] 《第1038回》

(1976年10月31日)　 - 主演≪トップ≫： 小料理屋｢とと喜｣の姉娘 きよ子 役 [注 215]
  - ふりむいた女 〔小川真由美 主演〕 （毎日放送） [注 268] 《第1055回》

(1977年2月27日)　 - 主演≪トップ≫： (※役名未詳) [注 202]
- 水曜劇場 (水曜21時枠 ≪1976年11月-1977年11月≫) [注 269]
  - ふたりでひとり 〔小川真由美 主演〕 （TBS [注 270] ） [注 271] 《水曜劇場 第16作》

(1976年11月17日-1977年3月30日 20回)　
※ 出演回： 全20回　 - 主演≪トップ≫： (自由契約を通告された) 元プロ野球選手･山口茂の妻 山口秋子 役
- 土曜22時枠 ≪1977年4月-1979年3月≫ [注 272]
  - 森村誠一シリーズⅡ  《第2作 ((通算) 第5作)》

  - 野性の証明 〔林隆三 主演〕 （毎日放送/東映 ≪東映東京制作所≫ [注 273] ） [注 274]

(1979年1月6日－3月31日 13回)　[注 275] [注 276] [注 277] [注 278] [注 279]
※ 出演回： 全13回　 - 助演≪トメ≫ (特別出演)： 料亭｢桃山｣の女将 磯村絹枝 役
- 火曜20時枠 ≪1982年4月-1983年3月≫ [注 280]
  - 積木くずし

親と子の200日戦争 〔小川真由美･高部知子 主演〕 （TBS/東宝 [注 281] ） [注 282] [注 283]
(1983年2月15日－3月29日 7回)　[注 284] [注 285] [注 286]
※ 出演回： 全7回　 - 主演≪トップ≫： 俳優･穂高信彦の妻 (中学生の長女･穂高香緒里の母) 穂高三枝子 役
※ 最高視聴率(第7回) 関東地区45.3%は、民間放送では1977年以降に放映された連続ドラマ作品としては2021年まで歴代第1位
- ザ･サスペンス (土曜21時-22時枠 (2時間枠内) ≪1984年4月-9月≫) [注 287]
  - 強情な女

18年悩み続けた人妻が
遂にえらんだ最後の手段 〔小川真由美 主演〕
（TBS/大映テレビ [注 288] ） [注 289] [注 290] [注 291] 《第121作》
(1984年8月25日)　 - 主演≪トップ≫： 修理工場主任･水尾武志の妻 (予備校生の長男･水尾真一の母) 水尾峯子 役
- 月曜ドラマスペシャル (月曜21時-22時枠 (2時間枠内) ≪1989年10月-2001年3月≫) [注 292]
  - 湯けむり仲居純情日記シリーズ 〔小川真由美 主演〕 [注 293] [注 294] [31]

  - 湯けむり仲居純情日記《第1作》 （TBS/スタープロジェクト [注 295] ） [注 296] [注 297]

(1993年3月8日)　　- 主演≪トップ≫： 新橋の元芸者 飛鳥富士子 (※静岡･伊豆長岡温泉のホテルの仲居) 役
  - 湯けむり仲居純情日記Ⅱ 《第2作》 （TBS/スタープロジェクト [注 295] ） [注 298] [注 299]

(1993年11月1日)　 - 主演≪トップ≫： 新橋の元芸者 飛鳥富士子 (※栃木･那須塩原温泉のホテルの仲居) 役
  - 湯けむり仲居純情日記Ⅲ 《第3作》 （TBS/スタープロジェクト [注 300] ） [注 301] [注 302]

(1994年4月18日)　 - 主演≪トップ≫： 新橋の元芸者 飛鳥富士子 (※静岡･熱海温泉のホテルの仲居) 役
  - 湯けむり仲居純情日記4 《第4作》 （TBS/スタープロジェクト [注 303] ） [注 304] [注 305]

(1994年12月5日)　 - 主演≪トップ≫： 新橋の元芸者 飛鳥富士子 (※宮城･秋保温泉のホテルの仲居) 役
  - 湯けむり仲居純情日記5 《第5作》 （TBS/スタープロジェクト [注 306] ） [注 307][注 308]

(1995年9月18日)　 - 主演≪トップ≫： 新橋の元芸者 飛鳥富士子 (※群馬･伊香保温泉の旅館の仲居) 役
  - 湯けむり仲居純情日記6 《第6作》 （TBS/スタープロジェクト [注 303] ） [注 309] [注 310]

(1996年9月16日)　 - 主演≪トップ≫： 新橋の元芸者 飛鳥富士子 (※鳥取･皆生温泉の旅館の仲居) 役
  - 湯けむり仲居純情日記7 《第7作》 （TBS/スタープロジェクト [注 311] [注 312] ） [注 313] [注 314]

(1997年1月13日)　 - 主演≪トップ≫： 新橋の元芸者 飛鳥富士子 (※新潟･月岡温泉のホテルの仲居) 役

#### フジテレビ系列
- 水曜21時45分-22時45分枠 (1964年4月-12月) [注 315]
  - 一千万人の劇場 《第11作》

  - 結婚 [M] 〔文学座 主演〕

（フジテレビ [注 316] ） [注 317] [注 318]
(1964年6月10日)　 - 助演(トップ2) [注 319]： 早見夫妻の次女 †早見年子 (結婚後⇒津田年子) 役 [注 320]
- 金曜20時枠 (1966年3月-9月) [注 321]
  - 若者たち [M] 〔田中邦衛･橋本功･山本圭･佐藤オリエ･松山省二 主演、俳優座 協演〕

（フジテレビ [注 322] [注 323] ） [注 324]
(1966年2月7日－9月30日 34回 [注 325] )　 [注 326]
※ 出演回： 以下、3回　 - ゲスト出演： 桜井(兄)の妹 (佐藤太郎の縁談相手) 桜井康子 役
　 ･ おきあがりこぼし 《第7回》 [注 327] （1966年3月25日） (トメ※単独)
　 ･ 石の門 《第15回》 [注 328] （1966年5月20日） (中トップ※単独)
　 ･ 鈴蘭を苅った男 《第34回》 [注 329] （1966年9月30日） (中トップ※単独)
※ 第3回 放送批評懇談会 ギャラクシー賞 [32] (※テレビフィクション部門)
- 月曜22時-22時45分枠 (1966年5月-1967年3月) [注 330]
  - シャープドラマ全集 幸コメディ [M]（関西テレビ [注 331] ）

(1966年5月2日－9月26日 22話－オムニバス形式)　 [注 332]
※ 出演回： [注 333]　 - 出演(トップGまたはトメG) [注 319]： (役名未詳) [注 334]
- 木曜22時-22時45分枠 (1965年10月-1967年12月) [注 335]
  - シオノギテレビ劇場 《放送時間枠改編後､第19作》

  - 芥川龍之介短編シリーズ 《第2作》

  - 秋 [M] 〔有馬稲子 主演〕

（フジテレビ [注 336] ） [注 337] [注 338]
(1966年7月28日)　 - 助演(トップGまたはトメG) [注 319]： (従兄の俊吉と結婚する) 信子の妹 †照子 役 [注 320]
- 木曜20時枠 (1966年10月-1967年3月) [注 339]
  - 三匹の侍

  - 第4シリーズ [M] 〔平幹二朗･加藤剛･長門勇 主演〕 （フジテレビ [注 340] ）

(1966年10月6日－1967年3月30日 26話)　 [注 341]
※ 出演回： 以下、1話　
　 ･ 血と砂金 《第6話 [注 342] 》 [注 343]
　 　(1966年11月10日)　 - ゲスト出演(中トップ※単独)： 山辺藩家老･九鬼織部の間諜 お志摩 役
- 木曜22時-22時45分枠 (1968年1月-1969年3月) [注 344]
  - 風の中にひとり [M] 〔小川真由美 主演〕 （フジテレビ [注 336] ） [注 345]

(1968年1月4日－2月8日 6回)　 [注 346]
※ 出演回： 全6回　 - 主演(トップ※単独)： 新夫が殺害された事件の事実を究明する新妻 (※役名未詳) [注 334]
- 火曜22時枠 (1971年4月-9月) [注 347]
  - 愛と死の砂漠 〔平幹二朗･小川真由美 主演〕 （関西テレビ/松竹 [注 348] [注 349] ） [注 350]

(1971年4月6日－9月28日 26回)　 [注 351] [注 352] [注 353] [注 354]
※ 出演回： 全26回　 - 主演(2[＝トップ]※単独)： (村松愼吉と帰らぬ旅に出た) 野木保の妻 野木泰子 役
※ 第12回 日本放送作家協会賞 女性演技者賞－小川真由美 [33]
- 土曜22時30分-23時30分枠 (1971年10月-1972年5月) [注 355]
  - 浮世絵 女ねずみ小僧

  - 第1シリーズ 〔小川真由美 主演〕 （フジテレビ/C･A･L [注 356] [注 357] ） [注 358]

(1971年10月2日－12月25日 13話)　 [注 359] [注 360] [注 361]
※ 出演回： 全13話　 - 主演(トップ※単独)： 常盤津の師匠 お京 (義賊･女ねずみ小僧) 役 [注 362]
※ 第12回 日本放送作家協会賞 女性演技者賞－小川真由美 [34]
  - 市川崑劇場 木枯し紋次郎

  - 第1シリーズ (前半) 〔中村敦夫 主演〕 （フジテレビ/C･A･L [注 363] [注 364] ）

(1972年1月1日－2月26日 9話 [注 365] )　 [注 366]
※ 出演回： 以下、1話　
　 ･ 川留めの水は濁った 《第1話》 [注 367] [35] [注 368]
　 　(1972年1月1日)　 - ゲスト出演(2[＝トメ]※単独)： (紋次郎の姉･お光に生写しの) 茂兵衛の姉 お勝 役
- 月曜21時枠 (1971年6月-1972年9月) [注 369]
  - 四騎の会ドラマシリーズ 《第2作》

  - 化石 〔佐分利信 主演〕

（フジテレビ / 俳優座映画放送＝四騎の会 [注 370] [注 371] ） [注 372]
(1972年1月31日－3月20日 8回)　 [注 373]
※ 出演回： [注 333]　 - 助演(トップG) [注 374]： 一鬼太治平の長女 高尾朱子 役
- 土曜22時30分-23時30分枠 (1972年6月-1973年3月) [注 375]
  - 浮世絵 女ねずみ小僧

  - 第2シリーズ 〔小川真由美 主演〕 （フジテレビ/C･A･L [注 376] ） [注 377]

(1972年6月3日－11月11日 23話)　 [注 378] [注 379] [注 380]
※ 出演回： 全23話　 - 主演(トップ※単独)： 常盤津の師匠 お京 (義賊･女ねずみ小僧) 役 [注 381]
- 土曜22時30分-23時30分枠 (1973年4月-1974年3月) [注 382]
  - 浮世絵 女ねずみ小僧

  - 第3シリーズ 〔小川真由美 主演〕 （フジテレビ/三船プロダクション [注 383] ） [注 384]

(1974年1月5日－3月30日 13話)　 [注 385] [注 386]
※ 出演回： 全13話　 - 主演(トップ※単独)： 常盤津の師匠 お京 (義賊･女ねずみ小僧) 役
- 月曜21時枠 (1974年10月-1978年5月) [注 387]
  - 時代劇シリーズ 《第4作》

  - ご存知 女ねずみ小僧 〔小川真由美 主演〕 （フジテレビ/松竹 [注 388] [注 389] ） [注 390]

(1977年5月2日－12月26日 31話)　 [注 391] [注 392] [注 393] [注 394]
※ 出演回： 全31話　 - 主演(トップ※単独)： 常盤津の師匠 お京 (義賊･女ねずみ小僧) 役
- 土曜22時-23時30分枠 (特別拡大枠) (1977年12月-1980年3月) [注 395]
  - ザ･ネットワーク 《第2作》

  - 長島監督ごめんなさい 〔森川誠 主演〕 （フジテレビ [注 396] ） [注 397] [注 398]

(1978年4月15日)　 - 助演(トメ※単独)： 野球少年･本田正彦の母 本田靖子 役 [注 320]
※ 25％の高視聴率を記録したため､1978年5月25日(木)にアンコール放送された
- 水曜21時枠 (1977年8月-1981年3月) [注 399]
  - 平岩弓枝ドラマシリーズ 《第6作》

  - 日本のおんなシリーズ

(1979年4月11日－5月16日 6話－オムニバス形式) 《第4話》 
  - 茜の女 〔小川真由美 主演〕 （フジテレビ [注 400] [注 401] ） [注 402] [注 403]

(1979年5月2日)　 - 主演(トップ※単独)： 婚期を逃した独身会社員 新井タミ 役 [注 320]
- 土曜21時枠 (1975年5月-1981年3月) [注 404]
  - 土曜劇場 《第13作 [注 405] 》

  - 愛ってなんですか

(1979年7月7日－9月29日 11回－オムニバス形式) 《第6回》 
  - 姉ちゃんの初恋 〔小川真由美 主演〕 （フジテレビ/松竹 [注 406] ） [注 407] [注 408]

(1979年8月11日)　 - 主演(トップ※単独)： 煎餅屋の姉 三好由美 役
- 日曜21時枠 (1979年10月-1980年9月) [注 409]
  - 花王名人劇場 [注 410] 《テレビドラマ作品 - 第9作》

  - 魔術の女王 華麗なる天勝 〔小川真由美 主演〕 （関西テレビ/東阪企画 [注 411] ） [注 412]

(1980年2月10日－2月17日 2回)　 [注 413]
※ 出演回： 以下、全2回　 - 主演(トップ※単独)： 女流奇術師 松旭斎天勝(初代) 役
　 ･ 第一部 芸に生き愛に生き （1980年2月10日）
　 ･ 第二部 母として女として （1980年2月17日）
※ 舞台 →｢華麗なる天勝 セクシーマジック｣ 参照
- 土曜22時枠 (1977年10月-1981年3月) [注 414]
  - ゴールデンドラマシリーズ 《第23作》

  - ママに乾杯! 〔小川真由美 主演〕 （フジテレビ/テレパック [注 415] ） [注 416]

(1980年8月16日－9月27日 7回)　 [注 417]
※ 出演回： 全7回　 - 主演(トップ※単独)： 金田大介の妻 (三つ子の息子たちの母) 金田二三子 役
- 金曜20時-21時枠 (2時間枠内) (1981年4月-1983年9月) [注 418]
  - ドラマスぺシャル 《番外作》

  - 恋人よ われに帰れ

LOVER COMEBACK TO ME 〔沢田研二 主演〕
（フジテレビ/テレパック [注 419] ） [注 420] [注 421] [注 422]
(1983年9月23日)　 - 助演(トメ※単独)： ケン・オータの姉 ナオミ・オータ 役､ 尾田組の組長の妻 尾田ユキ子 役 (2役)
- 金曜21時-22時枠 (2時間枠内) (1984年10月-1985年9月) [注 423]
  - 金曜女のドラマスペシャル 《第18作》 [注 424]

  - 渡良瀬川･冬ものがたり

主婦ふたり殺人行 〔小川真由美･初井言榮 主演〕
（フジテレビ/テレパック [注 425] ） [注 426] [注 427]
(1985年2月15日)　 - 主演(トップ※単独)： サラ金に追われて殺人にまで手を染めてしまう女 (※役名未詳) [注 334]
- 月曜22時枠 (1986年1月-1986年12月) [注 428]
  - 松本清張サスペンス

  - 隠花の飾り [注 429] †月曜サスペンス (通算) 第2シリーズ

(1986年5月5日－6月30日 9話－オムニバス形式) 《第4話》 
  - 愛犬 〔小川真由美 主演〕 （関西テレビ/松竹/｢霧｣企画 [注 430] ） [注 431] [注 432]

(1986年5月26日)　 - 主演(トップ※単独)： マンション建設で立退く住人 (日本料理｢鴨川｣のレジ係) 田口みよ 役
  - 現代怪奇サスペンス

  - 第1シリーズ [注 433] †月曜サスペンス (通算) 第3シリーズ

(1986年7月7日－9月29日 13話－オムニバス形式) 《第3話》 
  - 裸で殺そう

悪妻を上手に殺す方法 〔小川真由美 主演〕 （関西テレビ/東映 [注 434] ） [注 435] [注 436]
(1986年7月21日)　 - 主演(トップ※単独)： 会社員･遠藤和夫の妻 遠藤ツネ子 役
- 月曜22時枠 (1987年2月-1987年12月) [注 437]
  - 森村誠一サスペンス

  - 第1シリーズ [注 438] [注 439] †月曜サスペンス (通算) 第6シリーズ

(1987年2月2日－3月30日 9話－オムニバス形式) 《第2話》 
  - シンデレラスター殺人事件

魔の好奇心 〔小川真由美 主演〕 （関西テレビ/東宝 [注 440] ） [注 441] [注 442]
(1987年2月9日)　 - 主演(トップ※単独)： 食料品店の店主 (村岡ミカの母) 村岡智子 役 [注 320]
  - 夏樹静子サスペンス

  - 第2シリーズ [注 438] [注 443] †月曜サスペンス (通算) 第7シリーズ

(1987年4月6日－6月29日 13話－オムニバス形式) 《第10話》 
  - 暁はもうこない 〔小川真由美 主演〕 （関西テレビ/東海映画社 [注 444] ） [注 445] [注 446]

(1987年6月8日)　 - 主演(トップ※単独)： ビューティサロンの先生 (⇒田処裕介の実母) 野田伊佐子 役
  - 現代恐怖サスペンス

  - 第2シリーズ [注 438] †月曜サスペンス (通算) 第8シリーズ

(1987年7月6日－8月31日 9話－オムニバス形式) 《第1話》 
  - ししゃもと未亡人 〔小川真由美 主演〕 （関西テレビ/東映 [注 447] ） [注 448] [注 449] [注 450]

(1987年7月6日)　 - 主演(トップ※単独)： (中古住宅を購入して引越してきた) 未亡人 杉田節子 役
- 金曜21時-22時枠 (2時間枠内) (1986年10月-1987年9月) [注 451]
  - 金曜女のドラマスペシャル 《第134作》 [注 452]

  - 離婚夫婦シリーズ 《第1作》

  - 離婚夫婦の

鹿児島殺人ミステリー 〔小川真由美 主演〕
（フジテレビ/東映 [注 453] ） [注 454] [注 455]
(1987年7月10日)　 - 主演(トップ※単独)： (雨宮六助と離婚した) 家事評論家 華子 役
- 月曜22時枠 (1987年2月-1987年12月) [注 437]
  - 京都サスペンス

  - 第1シリーズ [注 438] †月曜サスペンス (通算) 第10シリーズ

(1987年11月2日－12月28日 9話－オムニバス形式) 《第1話》 
  - 花の寺殺人事件

彼岸花が死を招く 〔小川真由美 主演〕 （関西テレビ/東映 [注 456] ） [注 457] [注 458]
(1987年11月2日)　 - 主演(トップ※単独)： “売れない” 推理小説家 大木礼子 役
- 金曜21時-22時枠 (2時間枠内) (1987年10月-1988年3月) [注 459]
  - ザ･ドラマチックナイト 《第11作》

  - 離婚夫婦シリーズ 《第2作》

  - 離婚夫婦

北海道推理ツアー 〔小川真由美 主演〕
（フジテレビ/東映 [注 460] ） [注 461] [注 462]
(1987年12月11日)　 - 主演(トップ※単独)： (吾郎と離婚した) 推理小説家 華子 役
- 日曜21時枠 (1987年10月-1988年9月) [注 463]
  - 花王名人劇場 [注 410] 《テレビドラマ作品 - 第113作》

  - にっぽん笑売人 〔沢田研二 主演〕 （関西テレビ/東阪企画 [注 464] ） [注 465]

(1988年1月10日－1月31日 4話)　 [注 466] [注 467] [注 468]
※ 出演回： 以下、全4話　 - 準主演(トメ※単独)： 林正之助と林弘高の実姉/吉本泰三の妻 吉本せい 役 [注 469]
　 ･ 第一話 春団治八方破れ　[注 470] （1988年1月10日）
　 ･ 第二話 漫才誕生! エンタツ･アチャコ　[注 471] （1988年1月17日）
　 ･ 第三話 漫才王国への道　[注 472] （1988年1月24日）
　 ･ 第四話 お笑い戦争ぼっ発　[注 473] （1988年1月31日）
- 木曜22時枠 (1984年10月-1988年9月) [注 474]
  - ナショナル 木曜劇場 《第15作》 [注 475]

  - 家と女房と男の名誉 〔沢口靖子･神田正輝 主演〕 （フジテレビ/PDS [注 476] ） [注 477]

(1988年4月21日－6月30日 11回)　 [注 478] [注 479] [注 480]
※ 出演回： 全11回　 - 助演(トメ※単独)： 大村友子と砂田順平の実母/砂田伊平の妻 砂田綾子 役
- 月曜22時枠 (1988年1月-1988年12月) [注 481]
  - 松本清張サスペンス

  - 第2シリーズ [注 482] †月曜サスペンス (通算) 第14シリーズ

(1988年9月5日－9月26日 4話－オムニバス形式) 《第4話》 
  - 年下の男

バカにしないで晩婚 〔小川真由美 主演〕 （関西テレビ/松竹/(霧)企画 [注 483] ） [注 484] [注 485]
(1988年9月26日)　 - 主演(トップ※単独)： 日刊タイムズ社の古参の電話交換手 大石加津子 役
- 月曜22時枠 (1989年1月-1989年12月) [注 486]
  - 現代神秘サスペンス

  - 第4シリーズ [注 482] †月曜サスペンス (通算) 第18シリーズ

(1989年7月10日－9月25日 12話－オムニバス形式) 《第5話》 
  - あなたのいない夜 〔小川真由美 主演〕 （関西テレビ/松竹 [注 487] ） [注 488] [注 489]

(1989年8月7日)　 - 主演(トップ※単独)： 下田清隆の妻 (パルテックス社の販売促進部長) 下田弓子 役
  - 京都サスペンス

  - 第3シリーズ [注 482] †月曜サスペンス (通算) 第19シリーズ

(1989年10月2日－12月25日 12話－オムニバス形式) 《第1話》 
  - 六条執念 〔萩原健一・小川真由美 主演〕 （関西テレビ/映像京都 [注 490] [注 491] ） [注 492] [注 493] [注 494]

(1989年10月2日)　 - 主演(トメ※単独)： (三好教授の妻だった30代から63歳までの) 上村晶子 役
- 月曜22時枠 (1990年1月-1990年12月) [注 495]
  - 直木賞作家サスペンス

  - 第2シリーズ [注 482] †月曜サスペンス (通算) 第20シリーズ

(1990年1月8日－3月26日 12話－オムニバス形式) 《第3話》 
  - 恋の残り 〔小川真由美 主演〕 （関西テレビ/東宝 [注 496] ）[注 497] [注 498]

(1990年1月22日)　 - 主演(トップ※単独)： (佐久田俊一の間借り先の) 古い屋敷の女主人 松沼千代 役
- 金曜21時-22時枠 (2時間枠内) (1989年4月-1990年3月) [注 499]
  - 男と女のミステリー 《第94作》 [注 500]

  - 斜陽の果て 〔小川真由美 主演〕 （フジテレビ/アズバーズ [注 501] ） [注 502] [注 503]

(1990年3月9日)　 - 主演(トップ※単独)： 女優 (東堂欣也の以前からの愛人) 渥美さや子 役
- 月曜22時枠 (1991年1月-1991年12月) [注 504]
  - 旅情サスペンス

  - 第1シリーズ [注 505] †月曜サスペンス (通算) 第29シリーズ

(1991年4月1日－6月24日 13話－オムニバス形式) 《第7話》 
  - 八ヶ岳山麓 死者の踊り 〔小川真由美 主演〕 （関西テレビ/東宝 [注 506] ） [注 507] [注 508]

(1991年5月13日)　 - 主演(トップ※単独)： 原宿のオートクチュールの経営者 †神山サユリ 役 [注 320]
- 金曜21時-22時枠 (2時間枠内) (1991年4月-1992年3月) [注 509]
  - 金曜ドラマシアター 《第44作》 [注 475]

  - 実録犯罪史シリーズ 《第6作》

  - 替え玉 〔小川真由美 主演〕 （フジテレビ [注 510] ） [注 511] [注 512]

(1992年2月28日)　 - 主演(トップ※単独)： 有限会社｢S水産｣社長の妻 “KS” 役 [注 513]
- 金曜21時-22時枠 (2時間枠内) (1992年4月-1993年3月) [注 514]
  - 金曜ドラマシアター 《第92作》 [注 515]

  - 第三十八回江戸川乱歩賞受賞作品

  - 白く長い廊下 〔中井貴一 主演〕 （フジテレビ/共同テレビ [注 516] ） [注 517] [注 518]

(1993年3月26日)　 - 助演(トメ※単独)： 並森行彦の妻 (夫の殺害を榊田十和子と共謀する) 並森良美 役
- 月曜22時枠 (1993年1月-1993年12月) [注 519]
  - サスペンス 魔

  - 第1シリーズ [注 482] †月曜サスペンス (通算) 第40シリーズ

(1993年7月5日－9月27日 13話－オムニバス形式) 《第2話》 
  - 隣りの女 〔小川真由美 主演〕 （関西テレビ/松竹 [注 520] [注 521] ） [注 522] [注 523]

(1993年7月12日)　 - 主演(トップ※単独)： (寺島久仁子の隣家に住む) 服部新平の未亡人 服部美弥子 役
- 金曜21時-22時枠 (2時間枠内) (1997年4月-1998年3月) [注 524]
  - 金曜エンタテイメント 《第180作》 [注 525]

  - 第四十二回江戸川乱歩賞受賞作品 [注 526]

  - 左手に告げるなかれ 〔天海祐希 主演〕

（フジテレビ/共同テレビ [注 527] [注 528] ） [注 529] [注 530] [注 531]
(1997年12月12日)　 - 助演(トメ前※単独) (特別出演)： NFT警備保障 (八木薔子の上司) 坂東司令長 役
- 未放送作品
  - 金曜エンタテイメント [注 475]

  - 裏稼業! 何でも屋お国 〔小川真由美 主演〕 （フジテレビ/スタープロジェクト [注 532] ） [注 533] [注 534]

( [注 535] )　 - 主演(トップ※単独)： 何でも屋 EXPRESS 代表 国子 役

#### テレビ朝日系列
※1977年3月31日まではNET系列
- 火曜20時枠 (1962年10月-1963年4月) [注 536]
  - 判決 [M] 〔佐分利信 主演〕 （NET [注 537] ）

(1962年10月16日－1963年4月2日 25回)　 [注 538]
※ 出演回： 以下、1回　
　 ･ 積木の塔 《第1回》 [注 539] [36]
　 　(1962年10月16日)　 - ゲスト出演： (端役)
- 水曜21時45分-22時45分枠 (1962年10月-1963年9月) [注 540]
  - 特別機動捜査隊 [M] 〔波島進 主演〕 （NET/東映テレビプロダクション [注 541] ）

(1962年10月17日－1963年9月25日 49回)　 [注 542]
※ 出演回： 以下、1回　
　 ･ 大いなる代償 《第99回》 [注 543]
　 　(1963年9月18日)　 - ゲスト出演(中G) [注 544]： (※役名未詳) [注 545]
- 金曜22時枠 (1963年10月-1964年3月) [注 546]
  - 孤独の賭け [M] 〔天知茂 主演、小川真由美 準主演〕

（NET/東映テレビプロダクション [注 547] ） [注 548]
((( テレビドラマ 初レギュラー出演 作品 )))
(1963年10月4日－1964年3月27日 26回)　[注 549] [注 550] [注 551] [注 552] [37] [38]
※ 出演回： 全26回　 - 準主演(トップG) [注 553]： 洋裁店｢ボヌール｣のお針子 ⇒ マダム(経営者) 乾百子 役
- 日曜22時枠 (1964年9月-1965年1月) [注 554]
  - 明星女性劇場 《第3作》

  - この道に愛あるも [M] 〔小川真由美 主演、文学座協演〕 （NET [注 555] ） [注 556] [注 557]

(1964年10月11日)　 - 主演(トップ) [注 558]： (※役名未詳) [注 545]
- 日曜20時枠 ≪1966年10月-12月≫ [注 559]
  - 凍原 (ツンドラ) Ⓜ 〔芦田伸介･八千草薫 主演〕 （NET [注 537] ） [注 560] [注 561]

(1966年10月2日－12月25日 13回)　[注 562] [39]
※ 出演回： [注 563]　 - 助演≪ﾄｯﾌﾟG≫ [注 564]： 雑誌｢週刊東洋｣ (叶弘介の部下) 津村ゆかり 役
- 日曜22時枠 ≪1966年4月-12月≫ [注 565]
  - 今井正アワー 《第5作》

  - 海の心の通うとき Ⓜ 〔山形勲 主演〕 （NET/東映テレビプロダクション [注 566] ） [注 567]

(1966年11月27日－12月25日 5回)　[注 568]
※ 出演回： [注 563]　 - 助演≪ﾄｯﾌﾟGまたはﾄﾒG≫ [注 564]： (※役名未詳) [注 545]
- ナショナルゴールデン劇場 (木曜22時枠 ≪1966年4月-1968年9月≫) [注 569]
  - 女の中の悪魔 Ⓜ 〔平幹二朗･小川真由美･津島恵子 主演〕 （NET [注 570] [注 571] ） [注 572] 《第13作》

(1967年11月2日－11月23日 4回)　[注 573] [40]
※ 出演回： 全4回　 - 主演≪ﾄｯﾌﾟ②またはﾄﾒ≫ [注 564]： 高村家の女中 (⇒ 高村剛三の後妻) 加代 役
- ポーラ名作劇場 (月曜22時枠 ≪1968年1月-12月≫) [注 574]
  - 積木の箱 Ⓜ 〔石坂浩二･根上淳 主演〕 （毎日放送 [注 575] ） [注 576] 《第82作》

(1968年7月8日－9月2日 9回)　[注 577]
※ 出演回： 全9回　 - 助演≪ﾄｯﾌﾟGまたはﾄﾒG≫ [注 564]： 雑貨屋｢川上商店｣の内儀 (長男･和夫の母) 川上久代 役
- 月曜21時-21時41分枠 ≪1968年10月-1969年9月≫) [注 578]
  - 男になりたい Ⓜ 〔有島一郎 主演〕 （毎日放送 [注 579] [注 580] ）

(1968年10月7日－1969年3月31日 26回)　
※ 出演回： 以下、1回　
　 ･ オムニバス 第3話 (5回 (※12月) シリーズ) - 第1回 (※副題なし)　[注 581] [41] 《(通算) 第9回》
　 　(1968年12月2日)　 - 助演≪ﾄｯﾌﾟ③またはﾄﾒ≫ [注 558]： (※役名未詳) [注 545]
- ポーラ名作劇場 (月曜22時枠 ≪1968年12月-1969年12月≫) [注 582]
  - サヨナラ三角 Ⓜ 〔津川雅彦･小川真由美 主演〕 （NET [注 583] ） [注 584] 《第89作》

(1969年9月15日－11月3日 8回)　[注 585] [42]
※ 出演回： 全8回　 - 主演≪ﾄｯﾌﾟ②またはﾄﾒ≫ [注 564]： (※役名未詳 (← (原作) かつぎ屋･永井キヌ子)) [注 545]
- 火曜21時枠 ≪1969年10月-1970年12月≫ [注 586]
  - 池波正太郎捕物シリーズ 鬼平犯科帳

第1シリーズ Ⓜ 〔松本幸四郎 (8代目) 主演〕 （NET/東宝 [注 587] ）
(1969年10月7日－1970年12月29日 65話)　
※ 出演回： 以下、1話　
　 ･ 五年目の客 Ⓒ(ｶﾗｰ放送開始) 〔文学座 客演〕 [注 588] [注 589] [43] 《第27話》
　 　(1970年4月7日)　 - ｹﾞｽﾄ出演≪ﾄｯﾌﾟ②※単独≫： (｢百足屋｣の女郎 喜蝶 ⇒) 旅籠｢丹波屋｣の女将 お吉 役
- ポーラ名作劇場 (月曜22時枠 ≪1971年1月-1972年12月≫) [注 590]
  - しがらき物語 〔緒形拳･小川真由美 主演〕 （NET [注 537] ） [注 591] [44] 《第107作》

(1972年4月10日－5月1日 4回)　[注 592]
※ 出演回： 全4回　 - 主演≪(ﾄｯﾌﾟ②またはﾄﾒ)※単独≫ [注 564]： 木崎平右衛門の姫弟子 お紺 役 [注 593]
- ナショナルゴールデン劇場 (木曜21時枠 ≪1971年10月-1975年3月≫) [注 594]
  - 野菜シリーズ 《第3作》

  - にんじんの詩 〔宇津井健 主演〕 （NET [注 595] ） [注 596] 《(通算) 第48作》

(1972年7月6日－11月9日 19回)　[注 597] [注 598] [注 599] [45]
※ 出演回： 全19回　 - 助演≪(ﾄｯﾌﾟ②またはﾄﾒ)※単独≫ [注 564]： 出島俊介の義妹 (神山夫妻の次女) 神山典子 役
- 火曜21時枠 ≪1972年1月-1974年9月≫ [注 600]
  - 荒野の素浪人

第1シリーズ 〔三船敏郎 主演〕 （NET/三船プロダクション [注 601] ） [注 602]
(1972年1月4日－1973年3月27日 65話)　
※ 出演回： 以下、8話　 - 助演≪ﾄﾒ※単独≫： 濡れつばめのお柳 役　[注 603] [注 604] [46] [47]
　 ･ 群狼 黄金の砦 《第53話》 （1973年1月2日）
　 ･ 銃撃 地獄の用心棒 《第54話》 （1973年1月9日）
　 ･ 必殺 黒馬谷の対決 《第56話》 （1973年1月23日）
　 ･ 荒涼 殺生谷の黄金 《第58話》 （1973年2月6日）
　 ･ 謀略 皆殺しの砦 《第59話》 （1973年2月13日）
　 ･ 出獄 裏切りの報酬 《第61話》 （1973年2月27日）
　 ･ 強奪 けものたちの群れ 《第62話》 （1973年3月6日）
　 ･ 必殺 荒野の決闘 《第65話》 （1973年3月27日）
- テレビスター劇場 (火曜22時枠 ≪1973年10月-1975年3月≫) [注 605]
  - 華麗なる一族 〔山村聡 主演、小川真由美 準主演〕 （毎日放送/東宝 [注 606] ） [注 607] 《第24作》

(1974年10月1日－1975年3月25日 26回)　[注 608] [注 609] [注 610] [注 611] [注 612]
※ 出演回： 全26回　 - 準主演≪ﾄﾒ※単独≫： 万俵家の家庭教師兼執事 (万俵大介の愛人) 高須相子 役
※ 第12回 放送批評懇談会 ギャラクシー賞 [48]
- ポーラ名作劇場 (月曜22時枠 ≪1976年1月-1977年12月≫) [注 613]
  - 契りきぬ 〔小川真由美･津川雅彦 主演〕 （NET [注 537] ） [注 614] 《第130作》

(1976年1月5日－1月26日 4回)　[注 615]
※ 出演回： 全4回　 - 主演≪ﾄｯﾌﾟ※単独≫： 娼家｢みよし｣の娼妓 (⇒ 北原精之助の妻) おなつ 役
- 水曜21時枠 ≪1975年10月-1976年9月≫ [注 616]
  - 人魚亭異聞 無法街の素浪人 〔三船敏郎 主演〕 （NET/三船プロダクション [注 617] ） [注 618]

(1976年4月28日－9月22日 22話、(再放送時に初放映) 追加1話)　[注 619] [注 620]
※ 出演回： [注 563]　 - 助演≪ﾄﾒ※単独≫： ｢Saloon Mermaid 人魚亭｣ マダム 北小路冴子 役　[49]
　 ･ 駅馬車 暁の襲撃 《第1話》 （1976年4月28日）
　 ･ 霧の夜 蝶は死ぬ 《第2話》 （1976年5月5日）
　 ･ 一発勝負 殺しの切り札 《第3話》 （1976年5月12日）
　 ･ 横浜どんたく 人魚の館 《第4話》 （1976年5月19日）
　 ･ 偽りの報酬 《第5話》 （1976年5月26日）
　 ･ 横浜コネクション 《第6話》 （1976年6月2日）
　 ･ 21発目の礼砲 《第7話》 （1976年6月9日）
　 ･ 三匹の流れ者 《第8話》 （1976年6月16日）
　 ･ 廃墟のめぐり逢い 《第9話》 （1976年6月23日）
　 ･ 一匹狼の歌 《第10話》 （1976年6月30日） [注 621]
　 ･ 氷菓子 (ｱｲｽｸﾘｰﾑ) を富士山で 《第11話》 （1976年7月7日）
　 ･ 人買い 闇の狩人 《第12話》 （1976年7月14日）
　 ･ 夜霧の片道切符 《第13話》 （1976年7月21日） [注 621]
　 ･ 暗黒街の女 《追加1話》 （再放送時に初放映）
　 ･ 愛と死のバラード 《第14話》 （1976年7月28日）
　 ･ 硝煙の市街戦 《第15話》 （1976年8月4日）
　 ･ 狼たちの挽歌 《第16話》 （1976年8月11日）
　 ･ 港に散った紅い花 《第17話》 （1976年8月18日）
　 ･ 華麗なる目撃者 《第18話》 （1976年8月25日）
　 ･ 恐怖の狙撃銃 《第19話》 （1976年9月1日）
　 ･ 死の砦の決闘 《第20話》 （1976年9月8日）
　 ･ 港に咲いた地獄花 《第21話》 （1976年9月15日）
　 ･ さらばミスターの旦那 《第22話》 （1976年9月22日）
- 火曜20時枠 ≪1977年4月 (NET⇒テレビ朝日) -1978年3月≫ [注 622]
  - お手々つないで 〔森繁久彌 主演〕

（名古屋テレビほか8系列局共同 [注 623] / 出海企画 [注 624] ） [注 625]
(1977年11月1日－1978年3月28日 21回)　[注 626] [注 627] [注 628] [50]
※ 出演回： 以下、19回　 - 助演≪ﾄﾒ※単独≫ [注 564]： 喫茶店｢孔雀荘｣のママ (原洋介の世話役) 須川マユ 役
　 ･ (※副題なし) 《第1回》 （1977年11月1日）
　 ･ (※副題なし) 《第2回》 （1977年11月8日）
　 ･ (※副題なし) 《第3回》 （1977年11月15日）
　 ･ (※副題なし) 《第4回》 （1977年11月22日）
　 ･ 咲子の過去を高原に 《第5回》 （1977年11月29日）
　 ･ 落選万歳! うれし泣き 《第6回》 （1977年12月6日）
　 ･ 尾道に咲子の親が … 《第7回》 （1977年12月13日）
　 ･ 珍道中! 名古屋の個展 《第8回》 （1977年12月20日）
　 ･ サンタ･苦労ス! 《第9回》 （1977年12月27日）
　 ･ あの人は … 咲子の姉? 《第10回》 （1978年1月10日）
　 ･ パパはおじいちゃん! 《第13回》 （1978年1月31日）
　 ･ 合言葉は山･川 《第14回》 （1978年2月7日）
　 ･ ヤッタゼ･ビーナス! 《第15回》 （1978年2月14日）
　 ･ アー無残･オー謀反 《第16回》 （1978年2月21日）
　 ･ おめでた･結婚また結婚 《第17回》 （1978年2月28日）
　 ･ 緊急事態･緊急指令! 《第18回》 （1978年3月7日）
　 ･ 帰ってきたかぐや姫 《第19回》 （1978年3月14日）
　 ･ 春よ恋･恋! 《第20回》 （1978年3月21日）
　 ･ 朝陽の中から … ! 《第21回》 （1978年3月28日）
- 金曜21時枠 ≪1977年10月-1978年9月≫ [注 629]
  - 東京メグレ警視シリーズ 〔愛川欽也 主演〕

（朝日放送ほか8系列局共同 [注 630] / テレパック [注 631] [注 632] ）
(1978年4月14日－9月29日 25話) 《朝日放送､テレビ朝日系列へ移籍後 第4作》
※ 出演回： 以下、1話　
　 ･ 警視と南十字星の女　[注 633] [注 634] [51] 《第15話》
　 　(1978年7月21日)　 - ｹﾞｽﾄ出演≪(中ﾄｯﾌﾟまたは中ﾄﾒ)※単独≫ [注 544]： マチ子 役 [注 545]
- 土曜ワイド劇場 (土曜21時-22時枠 (2時間枠内) ≪1979年4月-1980年3月≫) [注 635]
  - 江戸川乱歩の美女シリーズ 《第8作》

  - 江戸川乱歩 ｢黒蜥蜴｣ より

悪魔のような美女 〔天知茂 主演〕
（テレビ朝日/松竹 [注 636] ） [注 637] [注 638] 《第87作》  †2時間枠放送開始
(1979年4月14日)　 - ｹﾞｽﾄ出演≪大ﾄﾒ※単独≫ (特別出演)： 魔性の女賊 黒蜥蜴 (緑川夫人) 役
  - 松本清張の

種族同盟
湖上の偽装殺人 〔小川真由美 主演〕 （テレビ朝日/松竹 [注 636] ） [注 639] [注 640] 《第93作》
(1979年5月26日)　 - 主演≪ﾄｯﾌﾟ※単独≫： ｢河鹿荘｣旅館の従業員 (⇒ 矢野法律事務所の事務員) 杉山千鶴子 役
- 月曜21時枠 ≪1978年4月-1979年12月≫ [注 641]
  - 赤穂浪士 〔萬屋錦之介 主演〕

（テレビ朝日 / 東映 (※東映京都撮影所) / 中村プロダクション [注 642] ） [注 643] [注 644] [注 645] [注 646]
(1979年4月16日－12月24日 36回)　
※ 出演回： 以下、1回　
　 ･ 悲恋の大文字　[注 647] [52] 《第19回》
　 　(1979年8月20日)　 - 助演≪ﾄﾒ前≫ (特別出演)： (大石内蔵助が最期をみとった) 島原の遊女 夕霧太夫 役
- 金曜21時枠 ≪1979年10月-1980年9月≫ [注 648]
  - 見知らぬ恋人 〔小川真由美 主演〕 （朝日放送/テレパック [注 649] [注 650] ） [注 651]

(1979年10月5日－1980年3月7日 23回) 《朝日放送､テレビ朝日系列へ移籍後 第7作》 [注 652] [注 653]
※ 出演回： 全23回　 - 主演≪ﾄｯﾌﾟ※単独≫： 牧村浩 (蒸発した夫) の妻 牧村礼奈 役
- 傑作推理劇場 (月曜から金曜までの22時枠 ≪1980年7月-8月≫) [注 654]
  - 第1シリーズ

  - エラリー･クイーンの

猫屋敷殺人事件 〔小川真由美 主演〕 （テレビ朝日/松竹 [注 655] ） [注 656] [注 657] 《第10作》
(1980年8月1日)　 - 主演≪ﾄｯﾌﾟ※単独≫： ペットショップの経営者 藤きく子 役
- 土曜ワイド劇場 (土曜21時-22時枠 (2時間枠内) ≪1981年4月-1982年3月≫) [注 658]
  - 松本清張の

死んだ馬
殺人設計図 〔小川真由美 主演〕 （テレビ朝日/松竹 [注 636] ） [注 659] [注 660] 《第184作》
(1981年4月25日)　 - 主演≪ﾄｯﾌﾟ※単独≫： (クラブ｢三沙子｣のママ 石上三沙子 ⇒) 池野典也の後妻 池野三沙子 役
  - スキャンダル殺人事件

破滅が忍びこむ 〔大場久美子 主演〕 （テレビ朝日/東宝 [注 661] ） [注 662] [注 663] 《第215作》
(1981年11月28日)　 - 準主演≪ﾄｯﾌﾟ※既定≫： 花田皮膚科クリニック院長 (花田淳子の義母) 花田洋子 役
- 土曜ワイド劇場 (土曜21時-22時枠 (2時間枠内) ≪1983年4月-1984年3月≫) [注 664]
  - 女49歳の決算

オレの部屋に恋人の死体が ･･･
｢なぜ急に冷たくなったんだ!｣ 〔中村雅俊 主演〕
（テレビ朝日 / 大映企画､大映映画京都撮影所 [注 537] ） [注 665] [注 666] 《第285作》
(1983年4月23日)　 - 準主演≪ﾄﾒ※単独≫： クラブのママ (川北貫一郎の愛人) 水上加代子 役
- 月曜ワイド劇場 (月曜21時-22時枠 (2時間枠内) ≪1982年10月-1983年9月≫) [注 667]
  - 崩壊家族

高2娘が妊娠!
夫と妻の霧の鎖 〔小川真由美 主演〕 （テレビ朝日 [注 537] ） [注 668] [注 669] 《第23作》
(1983年5月2日)　 - 主演≪ﾄｯﾌﾟ※単独≫： 宇田康夫の妻 (宇田阿弥子の母) 宇田優子 役
- 月曜ワイド劇場 (月曜21時-22時枠 (2時間枠内) ≪1983年10月-1984年9月≫) [注 670]
  - 隣人裁判

子供が死んだ! だれの責任?
追いつめられた2人の母 〔小川真由美 主演〕 （朝日放送/国際放映 [注 671] ） [注 672] [注 673] 《第46作》
(1983年12月12日)　 - 主演≪ﾄｯﾌﾟ※単独≫： 親しい近隣の家族の母親に子供を預けた母親 (※役名未詳) [注 545]
  - たそがれ夫人シリーズ 《第1作》

  - たそがれ夫人 〔小川真由美 主演〕 （テレビ朝日/にっかつ撮影所 [注 674] ） [注 675] [注 676] [53] 《第66作》

(1984年7月9日)　 - 主演≪ﾄｯﾌﾟ※単独≫： 山野辺邦夫の妻 山野辺歌子 役 [注 593]
- 土曜ワイド劇場 (土曜21時-22時枠 (2時間枠内) ≪1984年4月-1985年3月≫) [注 677]
  - 動機なき連続殺人

女座長の妖しい化粧 〔小川真由美 主演〕 （テレビ朝日/東通企画 [注 678] ） [注 679] [注 680] 《第349作》
(1984年7月21日)　 - 主演≪ﾄｯﾌﾟ※単独≫： 女剣劇団｢橘座｣の座長 橘志津香 役
  - 妻が三人いる家

死者は告発する!
年上の女の妖しい魅力に ･･･ 〔小川真由美 主演〕
（テレビ朝日 / 東京映画新社 [注 681] ） [注 682] [注 683] 《第372作》
(1984年12月29日)　 - 主演≪ﾄｯﾌﾟ※単独≫： 波多野大造の後妻 (波多野冴子の義母) 波多野セツ子 役
- 木曜9時の女 (木曜21時枠 ≪1983年10月-1985年3月≫) [注 684]
  - 溺愛の女シリーズ

息子が恋人 〔小川真由美 主演〕 （テレビ朝日/東映 [注 685] ） [注 686] 《第12作》
(1985年2月21日－3月21日 5回)　[注 687]
※ 出演回： 全5回　 - 主演≪ﾄｯﾌﾟ※単独≫： 小林勉の母 小林春子 役 [注 593]
- 4夜連続ドラマ (月曜から木曜までの21時枠 ≪1987年3月-4月≫) [注 688]
  - 松本清張の

絢爛たる流離
(1987年3月30日－4月2日 4話－オムニバス形式)　 
  - ダイヤを指に････

銀座の女の完全犯罪 『安全率』および『陰影』より 〔小川真由美･池部良 主演〕
（テレビ朝日 / ｢霧｣企画 / 松竹 [注 689] ） [注 690] [注 691] 《第2話》
(1987年3月31日(火))　 - 主演≪ﾄｯﾌﾟ※単独≫： クラブ｢コスタリカ｣のママ (加久隆平の愛人) 津神佐保子 役
- 新春特番ドラマ (火曜21時-23時枠 (3時間枠内) ≪1989年1月≫)
  - 必殺シリーズ (スペシャル版) 《第12作》

  - 必殺スペシャル･新春 決定版 !

大奥､春日野局の秘密
主水､露天風呂で初仕事 〔藤田まこと 主演〕 （朝日放送/松竹 [注 692] [注 693] ） [注 694] [注 695]
(1989年1月3日)　 - ｹﾞｽﾄ出演≪大ﾄﾒ※単独≫ (特別出演)： 大奥のお年寄 春日野局 役
- 土曜ワイド劇場 (土曜21時-22時枠 (2時間枠内) ≪1991年4月-1992年3月≫) [注 696]
  - 一年半待て

二人の女の愛が裁かれる時
何かが起こる 〔多岐川裕美 主演〕
（テレビ朝日/松竹 [注 697] [注 698] ） [注 699] [注 700] 《第691作》
(1991年6月8日)　 - 準主演≪ﾄﾒ※単独≫： 女性評論家 (須村さと子の特別弁護人) 高森たき子 役
- スペシャルドラマ (木曜20時-21時枠 (2時間枠内) ≪1992年8月≫)
  - 昭和最後のダンディー

ディック･ミネと
四人の妻たち 〔松方弘樹 主演〕 （テレビ朝日/東映 [注 685] ） [注 701] [注 702]
(1992年8月13日)　 - 助演≪ﾄﾒ※単独≫： ｢ブルースの女王｣ 歌手 淡谷のり子 役
- 土曜ワイド劇場 (土曜21時-22時枠 (2時間枠内) ≪1995年4月-1996年3月≫) [注 703]
  - 下町女占い師

清香姐さんの人情事件簿
暗い森が呼んでいる ･･･
霊感推理で謎の連続殺人に迫る! 〔小川真由美 主演〕
（朝日放送 / C･A･L [注 704] ） [注 705] [注 706] 《第887作》
(1995年5月20日)　 - 主演≪ﾄｯﾌﾟ※単独≫： (深川のお好み焼屋｢きく｣で占いをする) 女占い師 十六夜清香 役
- 木曜20時枠 ≪1996年4月-1997年3月≫ [注 707]
  - 大江戸弁護人

走る! 〔高嶋政宏 主演〕 （テレビ朝日/東映 (※東映京都撮影所) [注 708] ） [注 709]
(1996年4月4日－9月12日 18話 [注 710] )　[注 711] [注 712]
※ 出演回： 全18話　 - 助演≪ﾄﾒ※単独≫： 髪結い師 お甲 / 占い師 紅娥 役

#### テレビ東京系列
- ドラマ･女の四季 (月曜21時枠 ≪1987年10月-1988年3月≫) [注 713]
  - 結婚介添人物語 〔小川真由美 主演〕 （テレビ東京 [注 714] ） [注 715] 《第58作》

(1987年12月21日)　 - 主演≪トップ≫： 結婚介添人 (※役名未詳) [注 716]
- 日本名作ドラマ (月曜21時枠 ≪1993年5月-9月≫) [注 717]
  - 真実一路 〔清水美砂 主演〕 （テレビ東京/C･A･L [注 718] ） [注 719] 《第10作》

(1993年9月20日－9月27日 2回 (前後編))　
※ 出演回： 全2回　 - 助演≪トメ≫： 守川志津子の実母 (守川志津子の義父だった守川義平の元妻) 睦子 役 [注 720]
※ 1993年度 第31回 放送批評懇談会 ギャラクシー賞 奨励賞 受賞 (→テレビ東京/C･A･L) 対象作品 [54]

### 映画

#### 1960年代
[M]：モノクロ映像
- 母 [M] 〔乙羽信子 主演、文学座 協演〕

　（近代映画協会   ）  
((( 映画 初出演 作品 )))
(1963年11月8日公開)　 - 助演(中G2#1 [女優陣])： バー｢湖底｣のマダム 役
※ 第37回 キネマ旬報 日本映画ベストテン (第8位)
- “悪女”シリーズ 《第1作 / 第2作》 
  - 二匹の牝犬 [M] 〔小川真由美･緑魔子(新人) 主演、文学座 協演〕

　（東映東京撮影所 / 東映 [注 725] ） [注 726] [注 727] [注 728] [注 729]
((( 映画 初主演 作品 )))
(1964年3月12日公開)　 - 主演(トップ [#1]) [注 730]： 売れっ子のトルコ嬢 並木朝子 役
  - 悪女 [M] 〔小川真由美 主演、文学座 協演〕

　（東映東京撮影所 / 東映 [注 731] ） [注 732] [注 733] [注 734]
(1964年7月11日公開)　 - 主演(トップ) [注 730]： 円城家の住み込み家政婦 田中姫子 役
- スパイ [M] 〔田宮二郎 主演、俳優座 協演〕

　（山本プロダクション / 大映   ）   
(1965年9月4日公開)　 - 助演(トップG [＝トップ2])： バー｢ブーケ｣のホステス 則山茂子 役
- 女犯破戒 [M] 〔田村高廣 主演〕

　（東映京都撮影所 / 東映  ）  
(1966年3月10日公開)　 - 助演(トップ2) ： 武家の娘 お梅 役、笹川幸十郎の娘 お槙 役 (2役)
- 暖流 〔岩下志麻･倍賞千恵子･平幹二朗 主演〕

　（松竹大船撮影所 / 松竹  ）  
(1966年4月29日公開)　 - 助演(中G1#1 [＝中トップ]) ： 私立志摩病院の看護婦 堤ひで子 役
- 座頭市シリーズ 《第13作》 
  - 座頭市の歌が聞える 〔勝新太郎 主演〕

　（大映京都撮影所 / 大映 [注 745] ） [注 746] [注 747] [56]
(1966年5月3日公開)　 - 助演(トップG [＝トップ2])： 上洲一の宮宿｢ふじの家｣の女郎 お蝶 役
- 陸軍中野学校シリーズ 《第1作》 
  - 陸軍中野学校 [M] 〔市川雷蔵 主演〕

　（大映東京撮影所 / 大映 [注 748] ） [注 749] [注 750] [注 751] [57]
(1966年6月4日公開)　 - 助演(トップG [女優陣#1])： 商事会社｢ベントリー商会｣のタイピスト 布引雪子 役
- 兵隊やくざシリーズ 《第4作》 
  - 兵隊やくざ脱獄 [M] 〔勝新太郎 主演〕

　（大映京都撮影所 / 大映 [注 752] ） [注 753] [注 754] [58]
(1966年7月13日公開)　 - 助演(トップG [＝トップ2])： ソ満国境の慰安所｢花月亭｣の女給 珠子 役
- ｢おはなはん｣ および その続編
  - おはなはん 第二部 〔岩下志麻 主演〕

　（松竹大船撮影所 / 松竹 [注 755] ） [注 756] [注 757] [注 758]
(1966年10月1日公開)　 - 助演(中G1#1 [女優陣]) [注 730]： 弘前の料亭｢琴月楼｣の芸者 雪奴 役
- 白い巨塔 [M] 〔田宮二郎 主演〕

　（大映東京撮影所 / 大映  ）    
(1966年10月15日公開)　 - 助演(トップG [女優陣#2])： バー｢アラジン｣のホステス 花森ケイ子 役
※ 第40回 キネマ旬報 日本映画ベストテン (第1位)
※ 第21回 毎日映画コンクール 日本映画大賞
※ 第21回 文化庁 芸術祭 映画部門 (日本劇映画) 芸術祭賞 
※ 第17回 ブルーリボン賞 作品賞
- あゝ君が愛 〔生田悦子・山口崇 主演〕

　（松竹大船撮影所 / 松竹  ）  
(1967年3月11日公開)　 - 助演(中G1#1 [＝中トップ]) ： 丹羽繁夫の姉 丹羽敏江 役
- あかね雲 [M](パート[C]) 〔岩下志麻 主演〕

　（表現社 / 松竹  ）  
(1967年9月30日公開)　 - 助演(中トップ) ： 山代の芸者 律子 役
※ 第41回 キネマ旬報 日本映画ベストテン (第8位)
- 女の一生 〔岩下志麻 主演、文学座/その他劇団 協演〕

　（松竹大船撮影所 / 松竹  ）   
(1967年11月11日公開)　 - 助演(トップG [女優陣#2])： 彦根三治の妻 彦根里枝 役
- ｢やくざ坊主｣ および その続編
  - やくざ坊主 〔勝新太郎 主演〕

　（大映京都撮影所 / 大映 [注 773] ） [注 774] [注 775] [61]
(1967年11月15日公開)　 - 助演(トップG [＝トップ2])： 女郎屋｢巴屋｣の売れっ妓 お辰 役
- 炎と女 [M] 〔岡田茉莉子 主演、文学座 協演〕

　（現代映画社 / 松竹   ）   
(1967年11月11日公開)　 - 助演(中G1#1 [＝中トップ])： 坂口健の妻 坂口シナ 役
- 股旅三部作 [注 781] 《第3作》 
  - ひとり狼 〔市川雷蔵 主演〕

　（大映京都撮影所 / 大映 [注 782] ） [注 783] [注 784] [62]
(1968年4月20日公開)　 - 助演(トップG [＝トップ2])： かつての上田家の跡取娘 由乃 役
- セックス・チェック 第二の性 〔安田道代・緒形拳 主演〕

　（大映東京撮影所 / 大映  ）   
(1968年6月1日公開)　 - 助演(中G1#1 [＝中トップ])： 峰重正雄の妻 峰重彰子 役
- 牡丹燈籠 〔本郷功次郎・赤座美代子 主演〕

　（大映京都撮影所 / 大映  ）   
(1968年6月15日公開)　 - 助演(2 [＝トメ#2])： 伴蔵の妻 おみね 役
- ｢若者たち｣映画シリーズ 《第1作》 
  - 若者たち [M] 〔田中邦衛 主演、俳優座/文学座/その他劇団 協演〕

　（俳優座＝新星映画社 [注 791] [注 792] ） [注 793] [注 794] [注 795] [注 796]
(1968年12月16日公開 [注 797] )　 - 助演(中G1#4)： 桜井(兄)の妹 桜井淑子 役
- 悪名シリーズ 《第15作》 
  - 悪名一番勝負 〔勝新太郎 主演〕

　（大映京都撮影所 / 大映 [注 798] ） [注 799] [注 800] [65]
(1969年12月27日公開)　 - 助演(中G1#3)： 花島卯之助の妻 お妙 役

#### 1970年代
- 君が若者なら 〔石立鉄男・前田吟 主演、文学座 協演〕

　（新星映画社＝文学座 / 松竹  ）   
(1970年5月27日公開)　 - 助演(中G1#2)： 北野竜次の姉 北野秋子 役
- 影の車 〔岩下志麻・加藤剛 主演、俳優座 協演〕

　（松竹大船撮影所 / 松竹  ）  
(1970年6月6日公開)　 - 助演(中G1#1 [＝中トップ])： 浜島幸雄の妻 (フラワー教室主宰) 浜島啓子 役
※ 第44回 キネマ旬報 日本映画ベストテン (第7位)
　文学座退座および映画出演の本拠であった大映の倒産以降の出演作品
- あゝ声なき友 〔渥美清 主演〕

　（松竹＝渥美清プロダクション  ）  
(1972年4月29日公開)　 - 助演 ： 西山民次の戦友の妻 (山田花子こと) 島方静代 役
- 東宝 8.15 シリーズ 《第6作》 
  - 海軍特別年少兵 〔地井武男・佐々木勝彦 主演〕

　（東宝映画 / 東宝 [注 812] [注 813] ） [注 814] [注 815]
(1972年8月12日公開)　 - 助演(中トップ)： 橋本治の姉 橋本ぎん 役
※ 第46回 キネマ旬報 日本映画ベストテン (第7位)
- 化石 〔佐分利信・岸恵子 主演〕

　（俳優座映画放送＝四騎の会 / 東宝   ）   
(1975年10月4日公開)　 - 助演(トップG [女優陣#2])： 一鬼太治平の娘 (長女) 高尾朱子 役
※ 第49回 キネマ旬報 日本映画ベストテン (第4位)
※ 第30回 毎日映画コンクール 日本映画大賞
※ 第18回 ブルーリボン賞 作品賞
- 実録三億円事件 時効成立 〔小川真由美・岡田裕介 主演〕

　（東映東京撮影所 / 東映  ）  
(1975年11月22日公開)　 - 主演(トップ ※単独)： 西原房夫と同棲している女 向田孝子 役
- 八つ墓村 〔萩原健一・小川真由美・渥美清 主演〕

　（松竹   ）    
(1977年10月29日公開)　 - 主演(トップ2 ※単独)： (森荘吉の義娘) 西家の未亡人 森美也子 役
- 鬼畜(きちく) 〔岩下志麻・緒形拳 主演〕

　（松竹  ）  
(1978年10月7日公開)　 - 助演(トメ ※単独)： 竹下宗吉の内縁の妻 (利一・良子・庄二の母) 菊代 役
※ 第52回 キネマ旬報 日本映画ベストテン (第6位)
※ 第2回 日本アカデミー賞 作品賞ノミネート / 助演女優賞ノミネート＝小川真由美
- 燃える秋 GLOWING AUTUMN 〔真野響子 主演〕

　（三越＝東宝   ）  
(1978年12月23日公開)　 - 助演(トメ前 ※単独) ： 桐生亜希の京都の知人 夏沢揺子 役
※ 第2回 日本アカデミー賞 助演女優賞ノミネート＝小川真由美
- 復讐するは我にあり 〔緒形拳 主演〕

　（松竹＝今村プロダクション   ）   
(1979年4月21日公開)　 - 助演(トップ2 ※単独)： (浜松市) 貸席旅館｢あさの｣の女将 浅野ハル 役
※ 第53回 キネマ旬報 日本映画ベストテン (第1位) / 助演女優賞＝小川真由美
※ 第34回 毎日映画コンクール 日本映画優秀賞
※ 第22回 ブルーリボン賞 作品賞
※ 第4回 報知映画賞 助演女優賞＝小川真由美
※ 第3回 日本アカデミー賞 最優秀作品賞 / 最優秀助演女優賞＝小川真由美
- 配達されない三通の手紙 〔栗原小巻・片岡孝夫・松坂慶子 主演〕

　（松竹   ）   
(1979年10月6日公開)　 - 助演(トップ2 ※単独)： 唐澤家の長女 (バー｢SCORPIO｣のマダム) 唐澤麗子 役
※ 第4回 報知映画賞 助演女優賞＝小川真由美
※ 第3回 日本アカデミー賞 最優秀助演女優賞＝小川真由美

#### 1980年代
- 仕掛人梅安 〔萬屋錦之介 主演〕

　（東映   ）   
(1981年4月11日公開)　 - 助演(トメ ※単独)： (近江屋佐兵衛の妹) 料亭｢枡村｣の女将 お園 役
- 未完の対局 ([中]一盘没有下完的棋) 〔三國連太郎 主演、[中]孫道臨(sūn dàolín) 主演〕

　（｢未完の対局｣製作委員会 (東光徳間＝[中]北京電影制片廠) / 東宝  ）    
(1982年9月15日公開)　 - 助演(中トップ ※単独) (特別出演)： (中国人亡夫の日本人妻) 日華会館の女給 楊夫人 役
※ 第37回 毎日映画コンクール 日本映画優秀賞
※ 第6回 日本アカデミー賞 優秀作品賞
※ 第7回 モントリオール世界映画祭 ※グランプリ獲得
- 空海 〔北大路欣也 主演〕

　（東映＝全真言宗青年連盟映画製作本部  ）   
(1984年4月14日公開)　 - 助演(トップ2 ※単独)： 藤原縄主の妻 東宮女官 藤原薬子 役
- さらば箱舟 〔小川真由美・山崎努 主演〕

　（劇団ひまわり＝人力飛行機舎＝日本アート・シアター・ギルド  ）   
(1984年9月8日公開  )　 - 主演(トップ※単独)： (時任分家) いとこの時任捨吉の妻 時任スエ 役
※ 第58回 キネマ旬報 日本映画ベストテン (第5位)
※ 第39回 文化庁 芸術祭 映画部門 (日本劇映画) 大賞 
※ 第6回 ヨコハマ映画祭 日本映画ベストテン (第7位)
- ねずみ小僧怪盗伝 〔中村雅俊・小川真由美 主演〕

　（松竹＝クラップボード  ）   
(1984年12月28日公開)　 - 主演(トメ ※単独) ： 次郎吉の姉 お駒 役
- 夢千代日記 〔吉永小百合・北大路欣也 主演〕

　（東映京都撮影所 / 東映  ）   
(1985年6月8日公開)　 - 助演(トメ前) (特別出演)： (湯村温泉劇場) 春川桃之介一座の座長 春川桃之介 役
- 食卓のない家 〔仲代達矢・岩下志麻 主演〕

　（MARUGENビル/松竹富士   ）   
(1985年11月2日公開)　 - 助演(トップ2 ※単独) ： 鬼童子信之の妻 (鬼童子乙彦の母) 鬼童子由美子 役
- 善人の条件 〔津川雅彦 主演〕

　（松竹映像 / 松竹  ）    
(1989年5月3日公開)　 - 助演(トップ2 ※単独) ： 牧原芳彦の妻 (清川忠茂・いさ子夫妻の娘) 牧原房子 役

#### 1990年代
- 遥かなる甲子園 〔三浦友和 主演〕

　（大映＝双葉社＝ザ・アイデア / 東宝   ）  
(1990年6月9日公開)　 - 助演(トメ ※単独) ： 真壁敏夫(北城ろう学校生徒)の母 真壁一恵 役
※ 文化庁 優秀映画作品賞 (1990年度)
※ 第14回 日本アカデミー賞 優秀助演女優賞－小川真由美 †最優秀助演女優賞ノミネート
- 白い手 〔南野陽子 / 中垣克麻(※子役)・福原学(※子役) 主演〕

　（関西テレビ / 東宝   ）   
(1990年10月13日公開)　 - 助演(トメ ※単独) ： 松井隆清(タカキヨ)の母 役
※ 第64回 キネマ旬報 日本映画ベストテン (第10位)
※ 第45回 毎日映画コンクール 日本映画優秀賞
※ 第3回 日刊スポーツ映画大賞 助演女優賞－小川真由美
※ 第14回 日本アカデミー賞 優秀作品賞 / 優秀助演女優賞－小川真由美 †最優秀助演女優賞ノミネート
- 遺産相続 〔佐久間良子 主演〕

　（東映京都撮影所 / 東映  ）   
(1990年10月20日公開)　 - 助演(トメ ※単独)： (故)藤島元春の本妻 藤島静子 役
※ 第3回 日刊スポーツ映画大賞 助演女優賞－小川真由美
※ 第14回 日本アカデミー賞 優秀助演女優賞－小川真由美 †最優秀助演女優賞ノミネート
- 上方苦界草紙 〔葉山レイコ・原田和代(※新人) 主演〕

　（プロダクションゆりーか＝鐵プロダクション / 松竹  ）   
(1991年2月9日公開)　 - 助演(トップ※単独)： 門付芸人 (三味線弾き) お満 役
※ 第44回 サレルノ国際映画祭 ※グランプリ獲得
- 略奪愛 〔黒木瞳 主演〕

　（G・カンパニー＝東亜興行 / 東映  ）  
(1991年10月10日公開)　 - 助演(トップ2 ※単独)： 落合妙子の母 (魚市場の水産加工従業員) 落合君代 役
- 天使のウィンク 日光猿軍団 〔高木延秀(※｢忍者｣) 主演〕

　（ケイエスエス＝ビックウエスト＝ヒーロー＝イルカカントリー / ヒーロー  ）  
(1995年4月15日公開)　 - 助演(トメ) ： 大富豪のペットマニアのマダム 有坂麗子 役

#### 2000年代
- Last Dance ラストダンス -離婚式-（2001年、東映）
- 水の女（2002年、日活）
- 弁天通りの人々（2009年、アルゴ・ピクチャーズ） - サク 役

### 舞台

#### 1960年代
- 光明皇后（1962年） - 初舞台・采女 役
- 調理場（1963年）※この年に文学座が分裂。大量に脱退者が出たため、小川ら若手の登用が多くなるという幸運に恵まれる。
- 三人姉妹（1964年） - ナターシャ 役
- おりき（1964年） - 初主演
- 女学者（1966年）
- シラノ・ド・ベルジュラック（1967年） - 杉村春子とのダブルキャスト）
- 鼠小僧次郎吉（1969年）

#### 1970年代
- 友よ（1970年）
- 華岡青洲の妻（1970年） - 加恵 役
- 越前竹人形（1972年）
- 喜劇・阿部定 - 昭和の欲情（1973年）
- サド侯爵夫人（1974年）
- 刺草小町壮衰記（1974年）
- 朝食までいたら（1974年）
- オイディプス王（1976年）
- モルガンお雪（帝国劇場、1977年）
- 二人でシーソー（紀伊国屋ホール、1978年）

#### 1980年代
- 華麗なる天勝・セクシーマジック（呉服橋三越劇場杮落とし、1980年）
- ドリスとジョージ（紀伊国屋ホール、1981年）
- 黒蜥蜴（1982年）
- 二人のベンチ（紀伊国屋ホール、1985年）
- 曖昧屋（劇団黒テント公演、1986年）
- 好色一代男（新橋演舞場、1986年）

#### 1990年代
- 愛と修羅（新橋演舞場、1990年）
- ドラキュラ90（パルコ劇場、1990年）
- 青い鳥（岡田嘉子の人生を舞台化・パルコ劇場、1991年）
- 幽霊はここにいる（新国立劇場、1998年）
- すさのお具伝（1999年）

#### 2000年代
- 天守物語（朗読・旧岩崎邸庭園、2004年）
- 午後の遺言状（東京芸術劇場ほか、2005年）
- 高野聖（野外劇、2006年）
- ベルナルダ・アルバの家（2006年）
- 和宮様御留（新橋演舞場、2006年）
- 源氏物語（2007年）

### 吹き替え
- クレオパトラ（1963年） - エリザベス・テイラー

### バラエティ
- トリビアの泉（2004年、フジテレビ） - 屁負比丘尼 役

## 小川を題材にした著書
- 「ポイズン・ママ　母・小川真由美との40年戦争」（小川雅代=「“MAH”」実の娘　文藝春秋） ISBN 978-4-16-374840-5

## 音楽

### シングル
| 発売日             | 規格           | 規格品番       | 面             | タイトル       | 作詞           | 作曲           | 編曲           |
| 日本コロムビア     | 日本コロムビア | 日本コロムビア | 日本コロムビア | 日本コロムビア | 日本コロムビア | 日本コロムビア | 日本コロムビア |
| ------------------ | -------------- | -------------- | -------------- | -------------- | -------------- | -------------- | -------------- |
| 1973年6月          | EP             | SAS-1679       | A              | Viva!アイフル  | 佐藤純彌       | 菊地俊輔       | 菊地俊輔       |
| 1973年6月          | EP             | SAS-1679       | B              | 涼子という女   | 小川真由美     | 菊地俊輔       | 菊地俊輔       |
| ポリドールレコード |                |                |                |                |                |                |                |
| 1975年             | EP             | DR-1932        | A              | 白い地平線     | -              | 菅野光亮       | 菅野光亮       |
| 1975年             | EP             | DR-1932        | B              | 宙ぶらりん     | ジェームス三木 | 菅野光亮       | 菅野光亮       |